# ذهب
الذهب عنصر كيميائي رمزه Au وعدده الذرّي 79؛ وهو بذلك أحد العناصر القليلة ذات العدد الذرّي المرتفع والمتوفّرة طبيعياً في نفس الوقت. يوجد في الطبيعة على شكل فلز ذي لون أصفرٍ مائل إلى الحمرة، وكثافته مرتفعة، وهو قابل للسحب وللطرق. يصنّف الذهب كيميائياً من الفلزّات الانتقالية وضمن عناصر المجموعة الحادية عشرة في الجدول الدوري؛ وهو يصنّف أيضاً ضمن الفلزّات النبيلة، فهو لا يتأثّر بأغلب الأحماض الشائعة، إلّا في الماء الملكي، وهو مزيجٌ من حمض النتريك وحمض الهيدروكلوريك.
يوجد الذهب في مكامنه على شكله العنصري الحرُّ، أحياناً على شكل قطع أو حبيبات داخل الصخور، أو على شكل عروق في باطن الأرض، أو في الطمي في قاع الأنهار. على العموم فالذهب فلزٌّ نادرٌ نسبياً؛ وهو يوجد أحياناً على هيئة محلول جامد مع فلزّ الفضة في سبيكة الإلكتروم؛ كما يشكّل سبائك طبيعية مع النحاس والبالاديوم؛ بالإضافة إلى تشكيله ملغمةً مع الزئبق.
الذهب فلزٌّ نفيس استخدم في سكّ العملات وفي صناعة الحلي، بالإضافة إلى الأعمال الفنّية للعديد من الشعوب والحضارات والدول على مرّ الزمان. يلعب الذهب دوراً مهمّاً في الأداء الاقتصادي العالمي، لذلك يكون لغطاء واحتياطي الذهب تأثيرٌ على السياسات النقدية في دول العالم. يوجد إجمالياً حوالي 186,700 طنٍّ من الذهب في العالم وفق بيانات سنة 2015؛ وتتصدّر الصين الإنتاج العالمي بحوالي 450 طنٍّ سنوياً. يتوزّع الاستهلاك العالمي من الذهب المنتج حديثاً وفق ما يلي: حوالي 50% في صناعة الحليّ، و40% في الاستثمارات وحوالي 10% في الصناعة. نظراً للخواص المميّزة التي يتمتّع بها من حيث قابلية السحب والطرق والناقلية الكهربائية ومقاومة التآكل، فإنّ للذهب أهمّية صناعية تطبيقية،

## التاريخ
عثر الإنسان القديم على الذهب في الطبيعة واقتناه لما له من خواصٍ مميّزة من لمعان وسهولة في المعالجة وعدم الاهتراء والتآكل، إضافة إلى ندرته وثقل وزنه وقدرته على تشكيل السبائك؛ كلّ تلك العوامل رفعت قيمة الذهب بمرور الوقت.
يعود استخدام الذهب لأغراض الزينة إلى العصور القديمة الضاربة في التاريخ؛ ففي ثمانينات القرن العشرين عثر في منطقة بلاد الشام على مشغولات ذهبية في مقبرة كهفية تعود إلى العصر النحاسي. عثر كذلك على حوالي 3000 قطعة أثرية ذهبية على هيئة مرفقات جنائزية تعود إلى ذلك العصر (حوالي الألفية الرابعة قبل الميلاد) في مقبرة بالقرب من فارنا نيكروبولس في بلغاريا، وهي بذلك أقدم موجودات ذهبية في القارة الأوروبية؛ كما عثر على حوالي 7000 قطعة أثرية ذهبية في المنطقة المحيطة بالبحر الأسود يعود تاريخها إلى فترة حضارة مايكوب في العصر النحاسي أيضاً. أمّا المشغولات الذهبية القديمة الأخرى التي عثر عليها في أوروبا الوسطى مثل القبّعات الذهبية أو قرص نيبرا السماوي، وكذلك الموجودات العائدة إلى فترة حضارة القدور الجرسية مثل الأقراط الذهبية في قبر نبّال أيمزبوري فتعود إلى العصر البرونزي (حوالي الألفية الثانية قبل الميلاد).

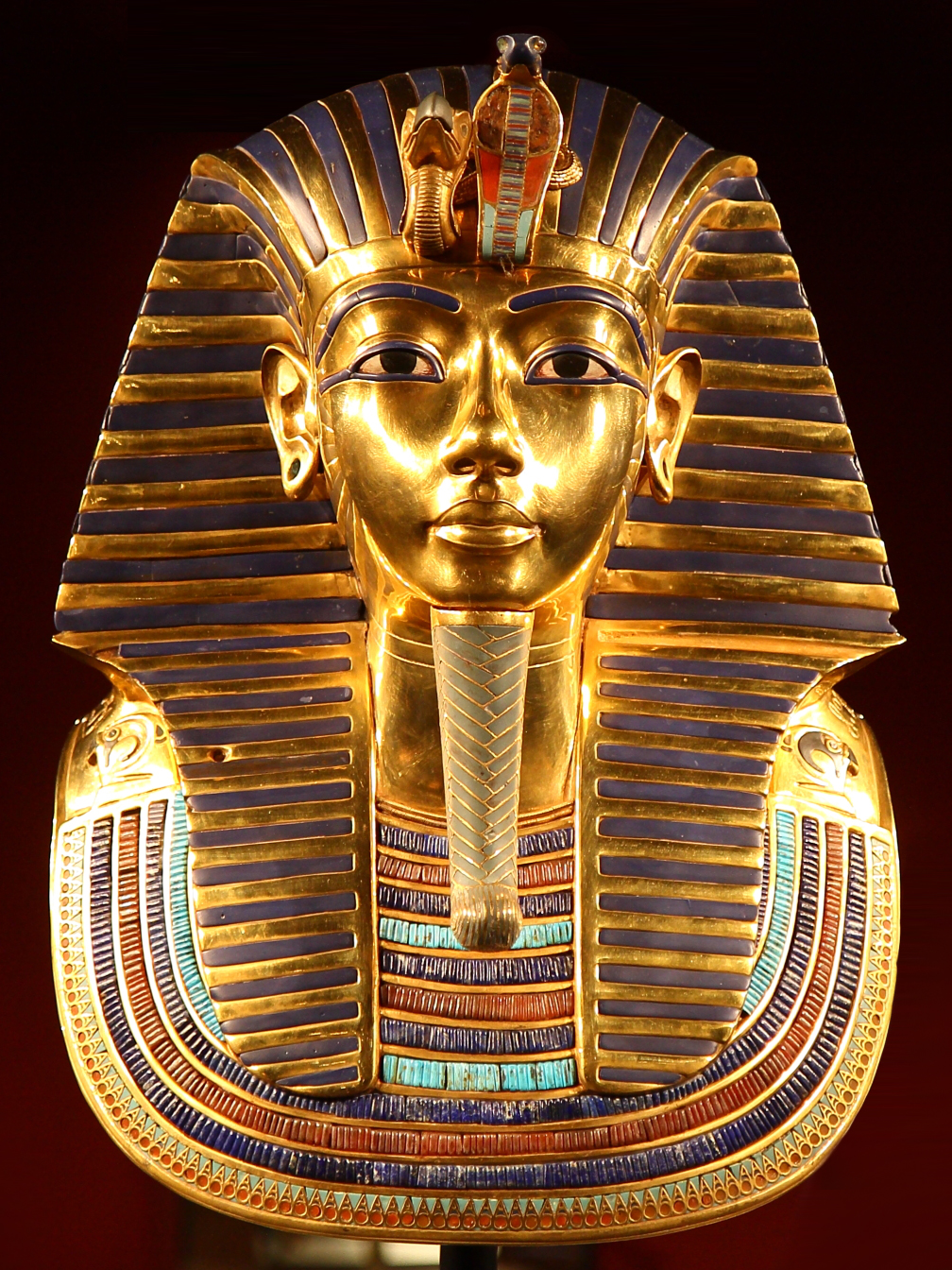
قناع توت عنخ آمون الذهبي معروضاً في المتحف المصري في القاهرة.

رسمت أقدم خارطة معروفة لمناجم الذهب في مصر القديمة في عهد الأسرة المصرية التاسعة عشرة (بين 1320 - 1200 قبل الميلاد)؛ في حين أنّ أقدم مرجع مكتوب يشير إلى مكامن الذهب فكان قد سجّل في عهد الأسرة المصرية الثانية عشرة (حوالي 1900 قبل الميلاد). كان الذهب متوفّراً في مصر القديمة، إذ دوِّنَ بالهيروغليفية المصرية في منحوتات تعود إلى سنة 2600 قبل الميلاد وصْفَ الملك توشراتا، ملك ميتاني، والذي ادّعى فيه أنّ «الذهب في مصر أكثر من الغبار». انتشرت مناجم الذهب في مصر القديمة، وخاصّة في النوبة، ففي خريطة مرسومة في بردية تورين يوجد رسم لمخطّط منجم ذهب في النوبة مع وصف لطبيعة الأرض الجيولوجية المحلّية هناك. ورد ذكر الذهب أيضاً في رسائل تل العمارنة، وخاصّة في الرسالتين 19 (الحبّ والذهب)؛ و26 (إلى الملكة الأمّ: بعض التماثيل الذهبية المفقودة). والتي تعود إلى حوالي القرن الرابع عشر قبل الميلاد. أطلق على الذهب في مصر القديمة اسم «نبو»؛ وكان الاسم الذهبي (أو اسم حورس الذهبي) هو أحد الألقاب الخمسة التي كان يتقلّدها فرعون مصر ابتداءً من الأسرة الثالثة. عُثر على كمّيات كبيرة من الذهب أثناء التنقيب عن الآثار المصرية، وخاصّة مجموعة آثار الملك «توت عنخ آمون» وحليّ مقابر «تانيس» ومقبرة «سبتاح» وغيرها.
عبر التاريخ كانت تيجان الملوك أكثر ما تصنع من الذهب، كما استخدم بشكل كبير في صنع الحليّ مثل القلائد والأطواق وغيرها. وصف إسطرابون وديودور الصقلّي الأساليب البدائية التي استخدمت قديماً في تعدين الذهب، ومن بينها إشعال النيران. كما كان الناس في العالم القديم يستخدمون وسائل مختلفة للحصول على الذهب في المكائث، ومن بينها استخدام جدائل الصوف، وربّما لذلك انتشرت أسطورة بحارة الأرجو والصوف الذهبي. يعود استغلال الذهب كوحدة نقد إلى منطقة جنوب شرق البحر الأسود، وذلك وفق الروايات بشكل مرتبط مع زمن ميداس، وكان الذهب مهمّاً جدّاً في سكّ النقد لأوّل مرّة في ليديا حوالي سنة 610 قبل الميلاد. وفي نفس الفترة التاريخية أطلقت دويلة تشو عملة ينغ يوان Ying Yuan، وهي نقود ذهبية مربّعة الشكل.

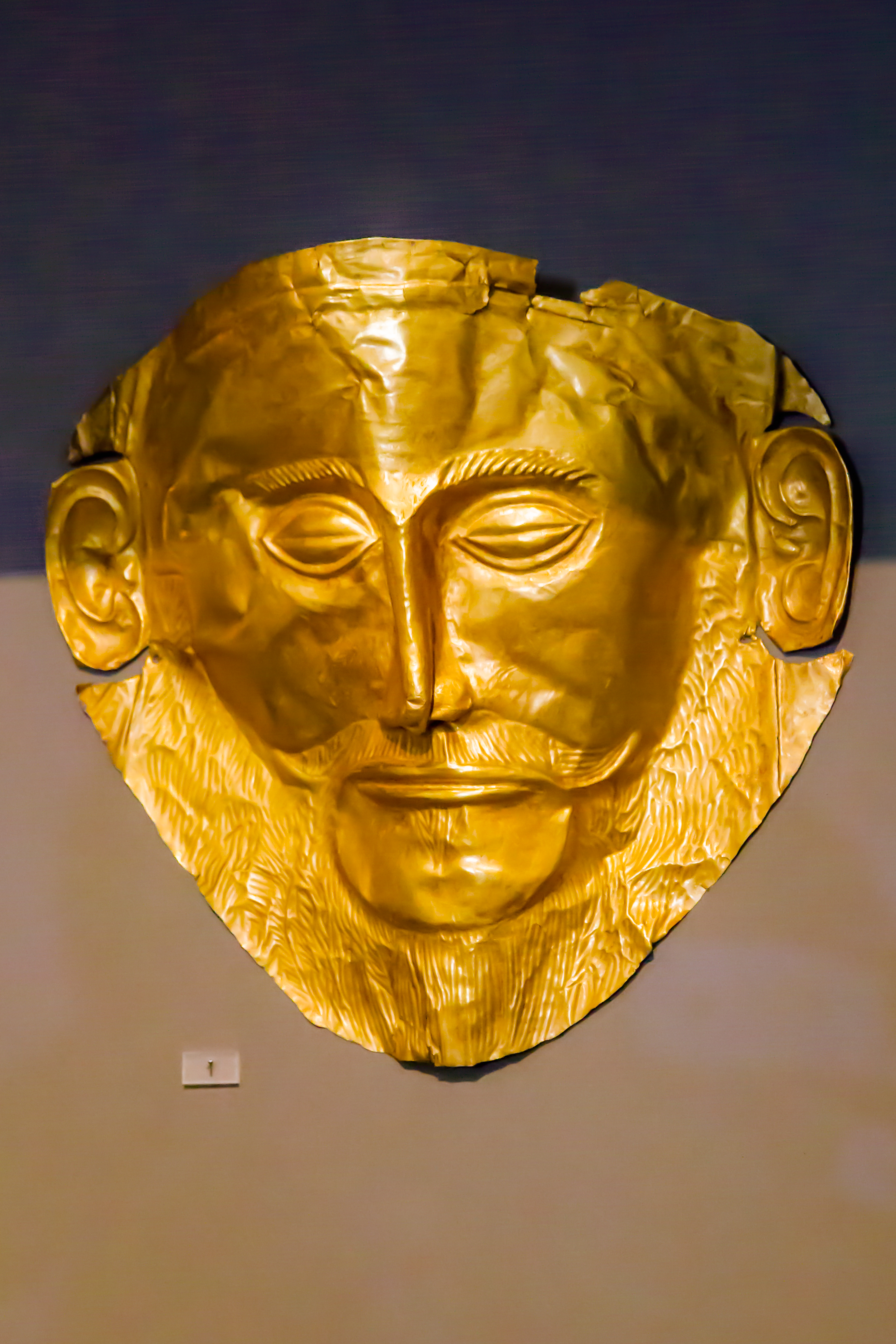
قناع أغاميمنون الذهبي، والذي يعود إلى حوالي 1500 سنة قبل الميلاد معروضاً في متحف الآثار الوطني في أثينا.

جرى تطوير طرق جديدة لتعدين الذهب على نطاق واسع في روما القديمة اعتماداً على التعدين الهيدرولي في عدّة مناطق مثل ترانسيلفانيا وداقية وبريطانيا الرومانية بالإضافة إلى هسبانيا وخاصّة في منجم لاس مدولاس، الذي يعدّ من أشهر مناجم الذهب في عهد الإمبراطورية الرومانية. وصف بلينيوس الأكبر الكثير من الطرق المستخدمة آنذاك في موسوعته المعروفة باسم التاريخ الطبيعي، والتي كتبها حوالي نهاية القرن الأوّل الميلادي.
كان أحد الأهداف الأساسية للخيميائيين في العصور الوسطى هو تحويل المعادن والفلزّات رخيصة الثمن مثل الرصاص إلى ذهب، وذلك من خلال التآثر مع مادّة حجر الفلاسفة الأسطورية. على الرغم من عدم نجاحهم في محاولاتهم، إلّا أنّ تراكم تلك الجهود أدّى إلى ازدياد المعارف بعلم المواد وإلى تطوير علم الكيمياء بشكله الحالي. ويعود الفضل إلى العالم جابر بن حيان في اكتشاف تركيبة الماء الملكي (أو التيزاب) والذي بمقدوره أن يحلّ الذهب، وعُرف المحلول الناتج باسم ماء الذهب. كانت النفطة المطوّقة (نقطة محاطة بدائرة ☉) رمز الذهب عند الخيميائيين؛ والتي استعملت لاحقاً كرمز للشمس. أثناء قيامه برحلة الحج إلى مكّة سنة 1324 أقدم منسا موسى ملك مالي على زيارة القاهرة برفقة قافلة من الإبل محمّلة بآلاف الأرطال من الذهب. أدّى منح الهدايا والعطايا إلى تخفيض سعر الذهب في مصر بشكل ملحوظ حتى بعد مضيّ فترةٍ من الزمن؛ وهذا ما وصفه شهاب الدين أحمد بن فضل الله العمري، والذي زار مصر بعد ذلك بسنوات.
اعتبر شعب الآزتك أنّ الذهب ذا منشأٍ إلهي، (حتى أنّهم أسموه حرفياً «براز الآلهة» teocuitlatl في لغة ناواتل. وكان لصيت انتشار الذهب في أمريكا الوسطى وأمريكا الجنوبية من أحد العوامل الذي دفع الأوروبيين لاكتشاف العالم الجديد، وخاصّة مع الشائعات والأساطير التي وصفت ظهور الأمريكيين الأصليين بحليّ ذهبية وفيرة، ووجود مدنٍ كاملةٍ من الذهب («إل دورادو»). ينسب إلى كريستوفر كولومبوس القول أنّ الذين يمتلكون بعضاً من الذهب فلديهم شيئاً ذا قيمةٍ عظيمةٍ على الأرض، كما أنّ لديهم وسيلةً تساعد الأرواح في الوصول إلى الجنّة. بعد مقتل مونتيزوما، حاكم تينوتشتيتلان، نقل الغزاة الإسبان أغلب الذهب على متن سفن الغليون إلى إسبانيا.
في أواخر القرن التاسع عشر تسببت حمّى الكشف عن الذهب في منطقة ويتووترسراند في استيطان المنطقة، ممّا أدّى في النهاية إلى تأسيس مدينة جوهانسبرغ عاصمة جنوب أفريقيا الحالية. ارتبط اندلاع حرب البوير الثانية بين الإمبراطورية البريطانية والبويريين الأفريقان ولو بشكلٍ جزئيٍّ بالذهب، وذلك بسبب النزاع حول حقوق عمال المناجم وتقاسم حصص ثروة الذهب في جنوب أفريقيا. ظهرت حمى الكشف عن الذهب أيضاً في أواخر القرن التاسع عشر في الولايات المتّحدة الأمريكية، ومن أشهرها حمّى ذهب كاليفورنيا وحمّى ذهب كلوندايك. كان أوّل اكتشاف موثّق للذهب في الولايات المتّحدة في منجم Reed Gold Mine في ولاية كارولاينا الشمالية سنة 1803؛ أمّا أوّل اكتشاف لكمّيات كبيرة للذهب في الولايات المتحدة فكان في منطقة داهلونغا في ولاية جورجيا.
عادةً ما تنتشر الشائعات بخصوص العثور على الكنوز الذهبية بعد حدوث المعارك أو الكوارث، كما هو الحال في قصة الذهب المخبّأ الذي غرق مع سفينة التيتانيك؛ أو قوافل تهريب ذهب النازية أثناء وبعد الحرب العالمية الثانية.

## الأصل والوفرة

### المنشأ الكوني
هناك نظريات تعزو نشوء الذهب إلى عمليات التخليق النووي في المستعرات العظمى، ومن عمليات التصادم بين النجوم النيوترونية؛ وأنه كان موجوداً على هيئة غبار أثناء تشكل وتطور المجموعة الشمسية. بما أنّ الأرض كانت منصهرة عند تشكّلها، فأغلب الذهب المتشكّل في الفترات الأولى من تاريخ الأرض ربّما يكون موجوداً في نواة الأرض؛ لذلك يعتقد أنّ أغلب الذهب الموجود في القشرة الأرضية ووشاحها أتى إلى الأرض عن طريق اصطدام الكويكبات في فترات لاحقة أثناء مرحلة القصف الشديد المتأخّر حوالي 4 مليارات سنة خلت.
اعتُقد أولاً أنّ الذهب تشكّل من خلال عملية التقاط النيوترون السريعة في التخليق النووي في المستعرات العظمى، إلّا أنّه اقترح مؤخراً إمكانية حدوث عملية تشكّل الذهب والعناصر الأخرى الأثقل من الحديد نتيجة تصادم النجوم النيوترونية. في كلتا الحالتين، لم يكن بوسع أجهزة المطيافية الفضائية الكشف عن الذهب إلّا بطرق غير مباشرة؛ إلّا أنّه في صيف 2017 جرى التمكّن من التقاط إشارة العناصر الثقيلة، بما فيها الذهب، بواسطة مكاشيف الموجة الثقالية وغيرها من الوسائل الكهرومغناطيسية أثناء اندماج النجوم النيوترونية وصدور الموجة الثقالية GW170817.
يعتقد أنّ الكويكب الذي باصطدامه بالأرض سبّب فوهة فريديفورت قبل حوالي 2 مليار سنة هو المسؤول عن إغناء حوض ويتووترسراند في جنوب إفريقيا بمكائث الذهب، على الرغم من أنّ آراءً أخرى تقول أنً الصخور الحاملة للذهب في ويتووترسراند موجودة في فترة تعود ما بين 700 إلى 950 مليون سنة قبل وقوع حادثة الاصطدام. يعدّ موقع ويتووترسراند في جنوب أفريقيا من أكثر المناطق غنىً بتوضّعات الذهب على سطح الأرض، حيث أنّ حوالي خُمس كمّية الذهب المتداولة حالياً تعود أصولها إلى صخور ويتووترسراند؛ مع العلم أنّ اكتشاف الموقع في سنة 1886 أدّى إلى اندلاع موجة من حمّى الذهب آنذاك. هناك نظريات أخرى منفردة تعزو أصل تشكّل الذهب في طبقة وشاح الأرض، وتفترض أنّ التحوّلات الجيولوجية هي التي تدفعه إلى القشرة، وذلك بناءً على موجودات عثر عليها في نجد ديسيادو في منطقة باتاغونيا في الأرجنتين.

### الوفرة الطبيعية

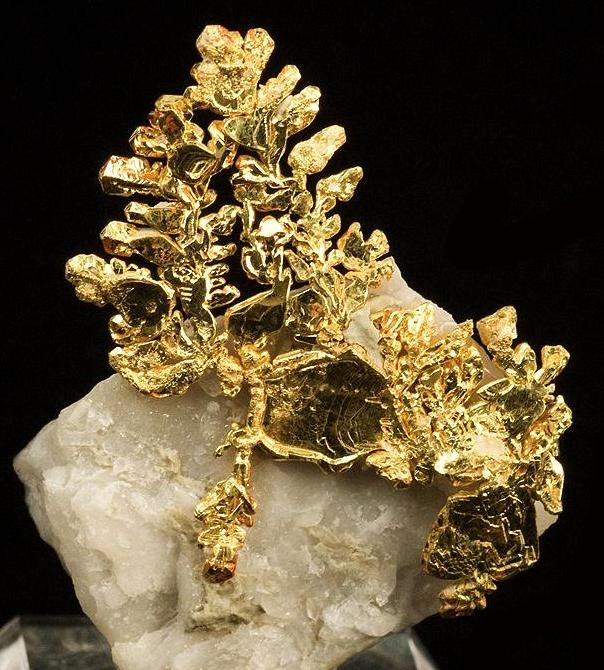
خامة ذهب على شكل متشجّر عُثر عليها في منجم «عش النسر» في ولاية كاليفورنيا الأمريكية

يبلغ متوسّط نسبة الذهب في القشرة الأرضية حوالي 0.004 جزء في المليون (ppm)، أي حوالي 4 غرامات لكلّ ألف طنّ من الخامات الصخرية، وتتفاوت هذه القيمة من مكانٍ لآخر حسب المنطقة. يوجد هناك حوالي 2700 موقع جغرافي موثّق لخامات الذهب في العالم.

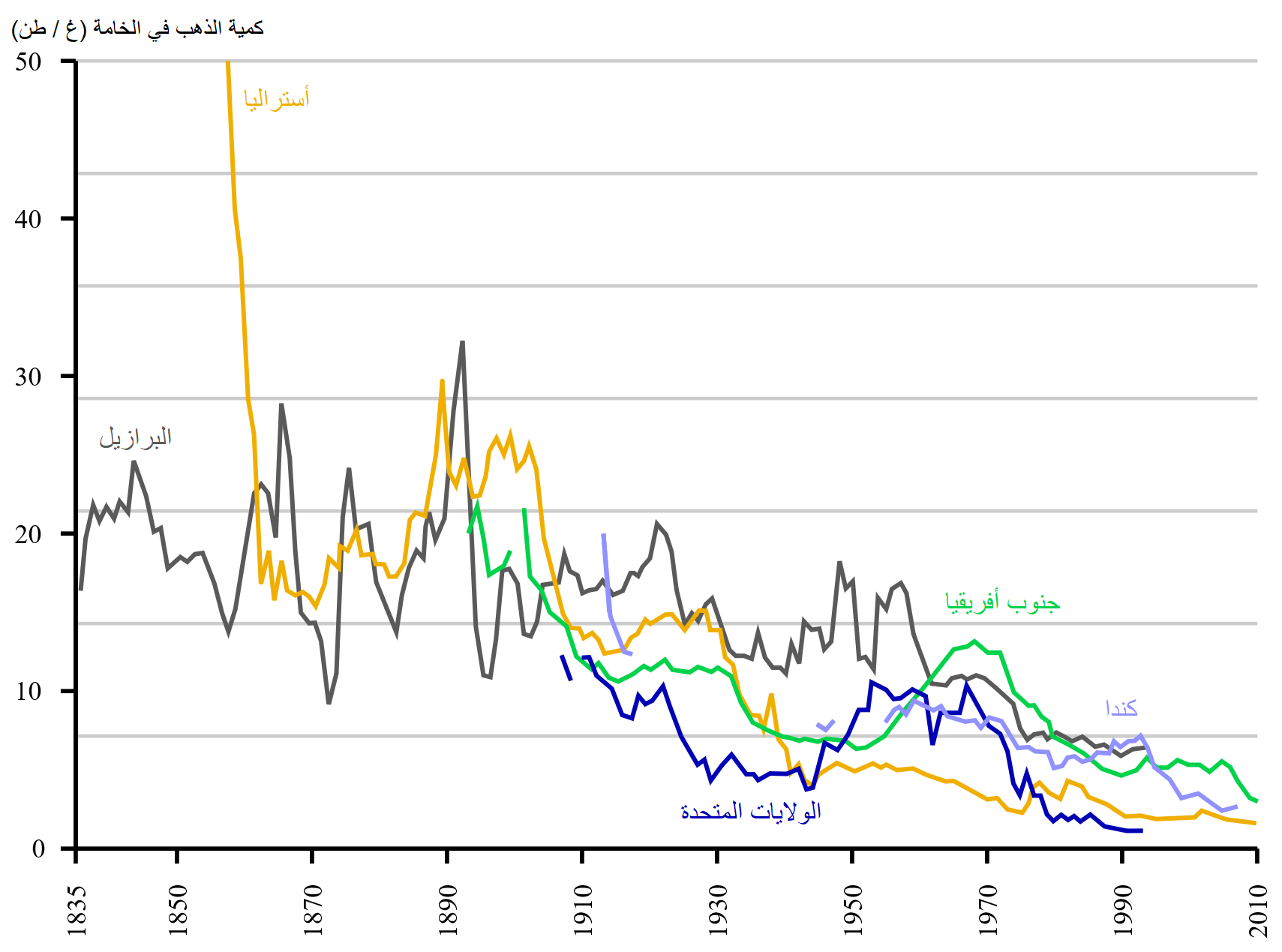
مخطط بياني يظهر انخفاض متوسّط محتوى الذهب في الخامات المستخرجة.

يوجد الذهب على سطح الأرض في خاماته في الصخور المتشكّلة بدايةً من عصر ما قبل الكمبري؛ وذلك غالباً على هيئة فلزّ طبيعي عنصري أو محلول جامد مع عناصر أخرى مثل الفضّة. تحوي تلك السبائك الطبيعية على نسبة من الفضّة تتراوح بين 8–10%؛ أمّا سبيكة الذهب الحاوية على نسبة من الفضّة أعلى من 20% فتسمّى إلكتروم. يوجد الذهب الأصلي على هيئة حبيبات صغيرة جدّاً قد تصل إلى أبعاد مجهرية تكون مطمورة في الصخور، عادةً برفقة الكوارتز أو معادن الكبريتيدات مثل البيريت، الذي يعرف باسم «الذهب الزائف» أو «ذهب المغفّلين». تسمّى توضّعات الذهب ضمن الصخور باسم العروق، وهي شكل من أشكال الذهب في الطبيعية، إذ يمكن أيضاً العثور أحياناً على الذهب بشكله الحرّ على هيئة قشور أو كتل صغيرة أو حتىّ قطع كبيرة من الذهب؛ وذلك كنتيجة لعملية تآكل وحتّ الصخور الحاوية على الذهب بحيث تصل في النهاية إلى توضّعات في الطمي تسمّى المكائث. في بعض الأحيان يوجد الذهب في الطبيعة برفقة فلزّات أخرى في معادنها، فيوجد متّحداً مع التيلوريوم في معادن التيلوريدات المختلفة مثل كالافريت وكرينيريت وناغياغيت وبيتزيت وسلفانيت؛ كما يمكن أن يوجد الذهب متّحداً مع فلزات البزموت (في معدن المالدونيت Au2Bi) أو مع الإثمد (في معدن أوروستيبيت AuSb2) أو مع النحاس (في معدن أوريكوبريد Cu3Au)؛ بالإضافة إلى فلزّي الرصاص والزئبق. إجمالاً يوجد هنالك 33 معدن معروف يحوي الذهب في تركيبه.
تحوي مياه المحيطات على كمّيات نزرة من حبيبات الذهب، يصل تركيزها في المحيطين الأطلسي والهادي إلى حوالي 50–150 فيمتومول/اللتر (حوالي 10-30 غ/كم3)؛ أمّا المياه في عرض البحر المتوسط فتحوي حوالي 100-150 فيمتومول/اللتر من الذهب؛ بالتالي فإنّه نظرياً وبنسبة 10 أجزاء لكل كم3 فإنّ مياه المحيطات تحوي كمّية تعادل حوالي 15 ألف طنّ من الذهب. هذه الأرقام هي أقلّ بثلاث مراتب من الأرقام الموجودة في المنشورات العلمية قبل سنة 1988، ممّا يعكس وجود مشكلة في قياس التراكيز الضئيلة آنذاك، أو بسبب تلوّث العيّنات في البيانات القديمة. قام بعض الأشخاص في الماضي بمحاولات لاسترداد الذهب من مياه المحيطات، إلّا أنّ تلك المحاولات باءت بالفشل إمّا بسبب النصب والاحتيال، وخاصّة في أوائل القرن العشرين؛ أو بسبب خطأ في تقدير للحسابات كما حصل مع فريتز هابر الذي أجرى بحثاً لاستخراج الذهب من مياه البحر ضمن الجهود الرامية للتقليل من ديون ألمانيا بعد الحرب العالمية الأولى، وذلك بناءً على بيانات زعمت آنذاك بوجود الذهب بتراكيز تتراوح بين 2 إلى 64 جزء في البليون في ماء البحر، والتي كانت مجدية نظرياً للقيام بالتجربة؛ ولكن بعد تحليل حوالي 4000 عيّنة من ماء البحر والحصول على تراكيز من الذهب متوسطها 0.004 جزء في البليون، تبيّن له بشكل واضح أنّ العملية غير مجدية وأوقف المشروع.

## الاستخراج والإنتاج

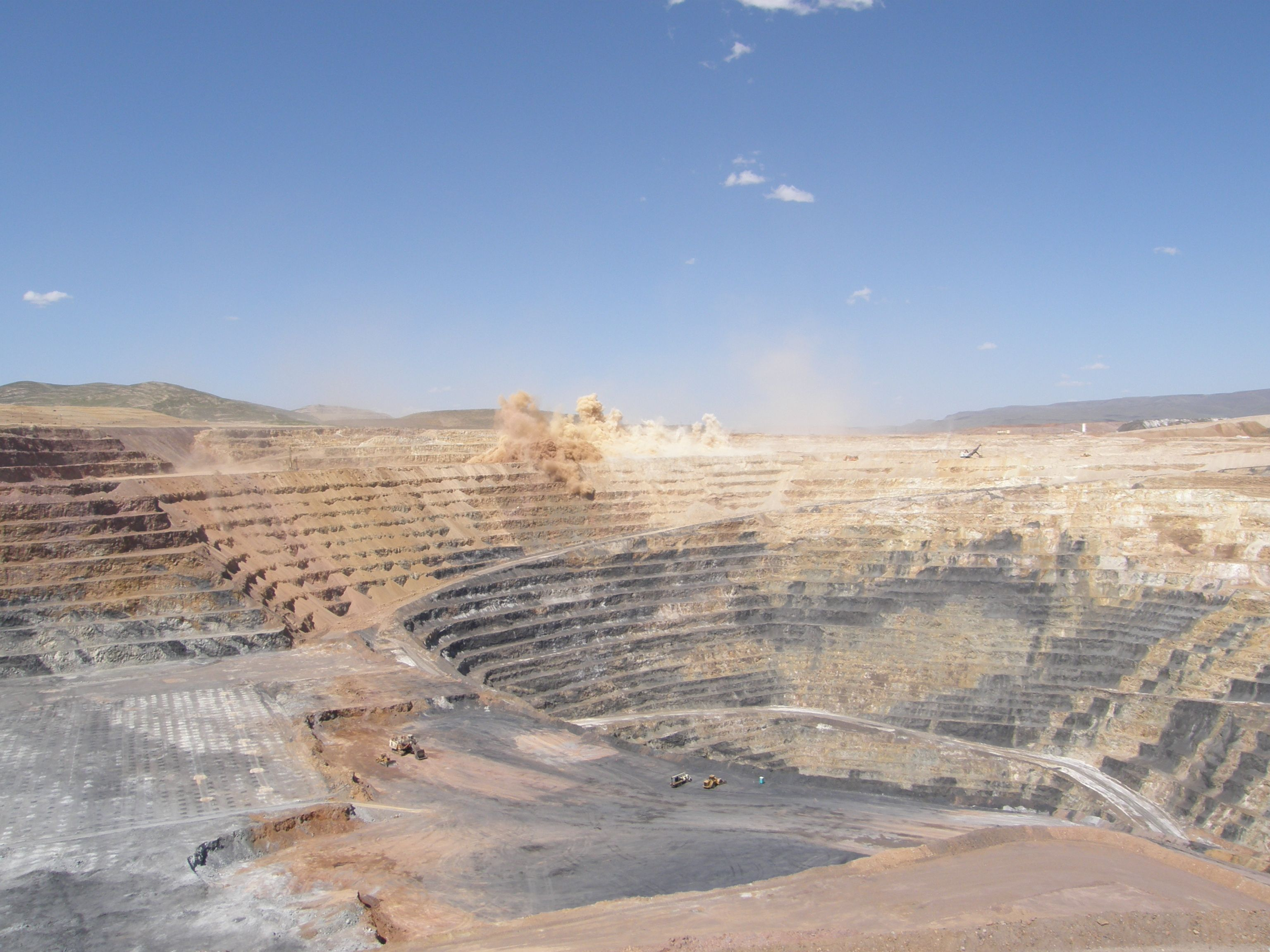
استخراج الذهب في نيفادا، الولايات المتحدة.

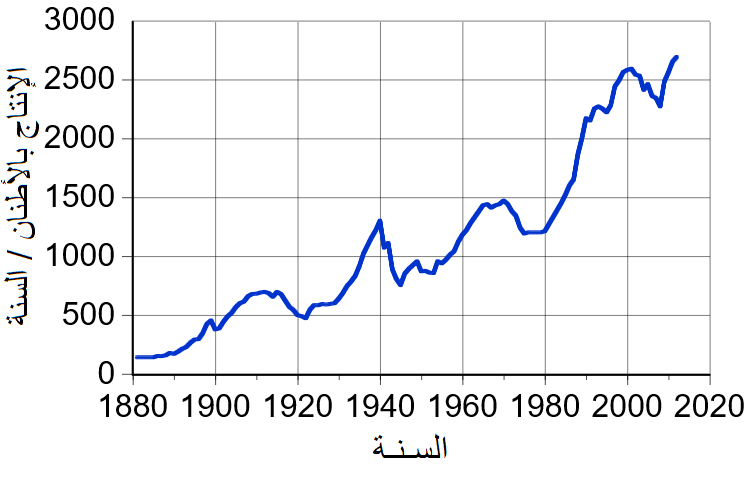
ازدياد إنتاج الذهب عالمياً بشكل مطرد مع الزمن

تقديرياً فإنّ حوالي 75% من الذهب المتداول حالياً قد استخرج منذ سنة 1910؛ ووفق بيانات مجلس الذهب العالمي فإنّ الكمّية الإجمالية للذهب المستخرجة في العالم تبلغ حوالي 190 ألف طن، ويمكن تمثيل تلك الكمّية بمكعّب طول ضلعه حوالي 21 متر تقريباً؛ أمّا الاحتياطي العالمي تحت سطح الأرض فيصل إلى 54 ألف طن. إذا كان سعر الأوقية الترويسية حوالي 1.5 دولار أمريكي فإنّ تلك الكمّية الإجمالية المستخرجة تعادل قيمتها حوالي 9 تريليون دولار أمريكي.
كان مجموع إنتاج كلّ من الصين وأستراليا والولايات المتّحدة وروسيا وكندا يمثّل حوالي 44% من الذهب المستخرج سنة 2015؛ ووفق بيانات سنة 2017 تتصدّر الصين قائمة الدول حسب إنتاج الذهب في العالم (455 طن) تليها أستراليا (270 طن)، ثم روسيا (250 طن).
بلغ متوسّط تكلفة تعدين الذهب واستخراجه سنة 2007 حوالي 317 دولار أمريكي لكل أونصة ترويسية؛ ولكنّ القيمة الفعلية معتمدة على المكان وعلى نوع الخامة وعلى أسلوب التعدين. يقدّر أنّ ربع كمّية الذهب المستخرجة في الوقت الحالي تتمّ بوسائل بدائية بسيطة أو على نطاق صغير؛ بالمقابل فإنّ الحصّة الأكبر تعود إلى شركات التعدين العالمية الكبيرة، مثل شركة باريك للذهب، والتي تعدّ أكبر شركة تعدين ذهب في العالم. ومن أشهر شركات تعدين الذهب العالمية أيضاً شركة أنغلوغولد أشانتي، والتي خطّطت سنة 2011 لحفر منجم ذهب إلى عمق يصل إلى 5000 متر تحت سطح الأرض؛ وكذلك شركة مناجم أغنيكو إيغل وفريبورت-ماكموران وكينروس للذهب ومؤسسة نيومونت للتعدين ويامانا للذهب.

### التنقيب والتعدين

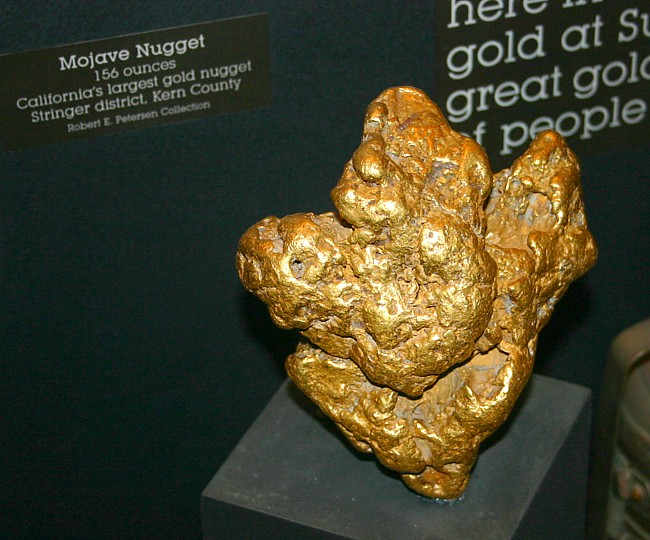
قطعة ذهب تزن 4.9 كغ (156 أونصة) عثر عليها سنة 1977 في جنوب كاليفورنيا.

منذ ثمانينات القرن التاسع عشر كانت جنوب أفريقيا المزوّد الأساسي للذهب في العالم، ويمكن القول أنّ حوالي 40% من الذهب المتداول حالياً يعود أصله إلى ذلك البلد الأفريقي، وفي سنة 1970 وصل الإنتاج هناك إلى ذروته بحوالي 1480 طن، بما يعادل 79% من موارد الذهب العالمية. في سنة 2007 احتلّت الصين المركز الأول في إنتاج الذهب (276 طن)، وبذلك ولأوّل مرة منذ سنة 1905 لا تكون جنوب أفريقيا بمركز الصدارة في إنتاج الذهب؛ ووفق بيانات 2014 تراجعت إلى المركز السابع بعد الصين وأستراليا وروسيا والولايات المتحدة الأمريكية وكندا والبيرو. من الدول الكبيرة في إنتاج الذهب أيضاً كل من المكسيك وأوزبكستان وإندونيسيا. توجد مكامن غنية أيضاً في أمريكا الجنوبية، ولذلك يهدف مشروع باسكوا لاما المثير للجدل إلى استكشاف تلك المكامن الغنية بالذهب الموجودة في جبال صحراء أتاكاما على الحدود بين تشيلي والأرجنتين. تتركّز مكامن الذهب في جنوب أفريقيا في حوض ويتووترسراند المائي على الأطراف الشمالية والشمالية الغربية، وهو عبارة عن طبقة ذات سماكة 5-7 كم من صخور تعود إلى الدهر السحيق توجد تحت سطح الأرض بشكل عميق في منطقة متوزّعة على عدّة ولايات في جنوب أفريقيا مثل فري ستيت وخاوتينغ وغيرها من الولايات المحيطة بالمكان. تظهر تلك الصخور على سطح الأرض في المناطق المحيطة بجوهانسبورغ وكذلك حوالي فوهة فريديفورت. من هذه الصخور المنكشفة ينحدر الحوض إلى الأسفل بشكل كبير، ممّا يتطلّب أن تتمّ عملية التعدين في أعماق تصل إلى حوالي 4 كم، ممّا يجعل المناجم في تلك المنطقة، مثل منجم تاوتونا، من أعمق مناطق التعدين في العالم.

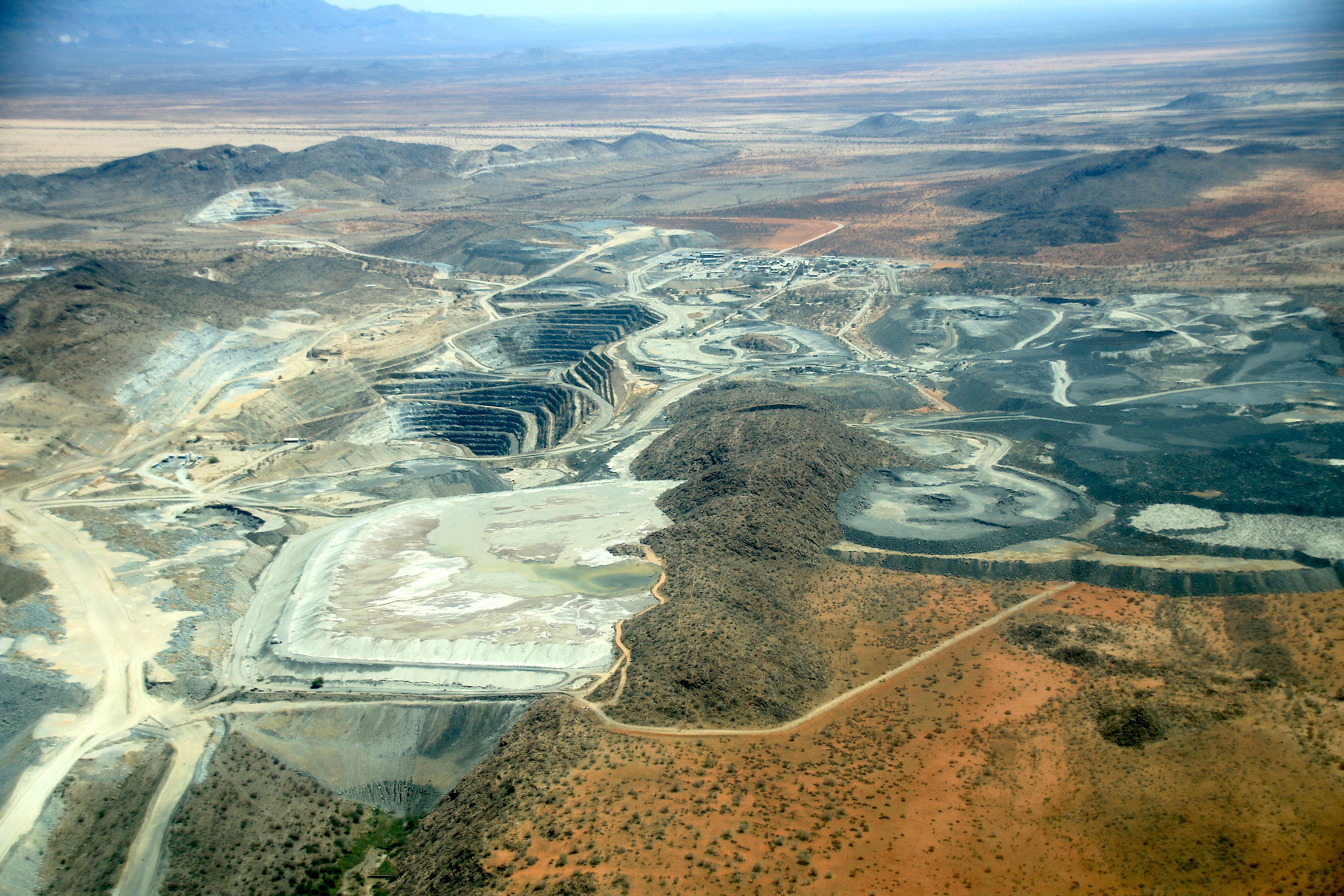
منجم ذهب نافاتشاب بالقرب من كاريبيب، ناميبيا.

يظهر حوالي 25% من الذهب الذي عثر عليه في المكائث شكلاً يعود سبب ظهوره على السطح إلى عمليات التوزيع الحرمائي، في حين أن نسبة 75% المتبقية يوجد فيها الذهب على شكل قطع ذهبية، والتي تشير إلى حدوث توزيع نهري. أظهرت بيانات توزيع النظائر أنّ النسبة العظمى لظهور الذهب على السطح هو نتيجة التوزيع النهري، إذ أنّ مدى تحريك التوزيع الحرمائي صغير المدى. تصنّف مكائث الذهب الأوّلية إلى أنماط مختلفة حسب الطبيعة الجيولوجية للقشرة الأرضية لمكان توضّع الخامة. ينتمي منجم ويتووترسراند إلى نمط مكائث فترة الحقبة الأولية، كما يوجد نمط عروق الذهب، والتي توجد في الصخر الرسوبية والنارية، وكذلك نمط كارلين وIOCG (أكسيد الحديد-النحاس-الذهب) وكذلك نمط مكائث ذهب-نحاس السمّاقية؛ أمّا مكائث الذهب الثانوية فهي الموجودة في المجاري المائية والناتجة عن عملية تجوية المكائث الأوّلية.

### الاستخراج والتنقية

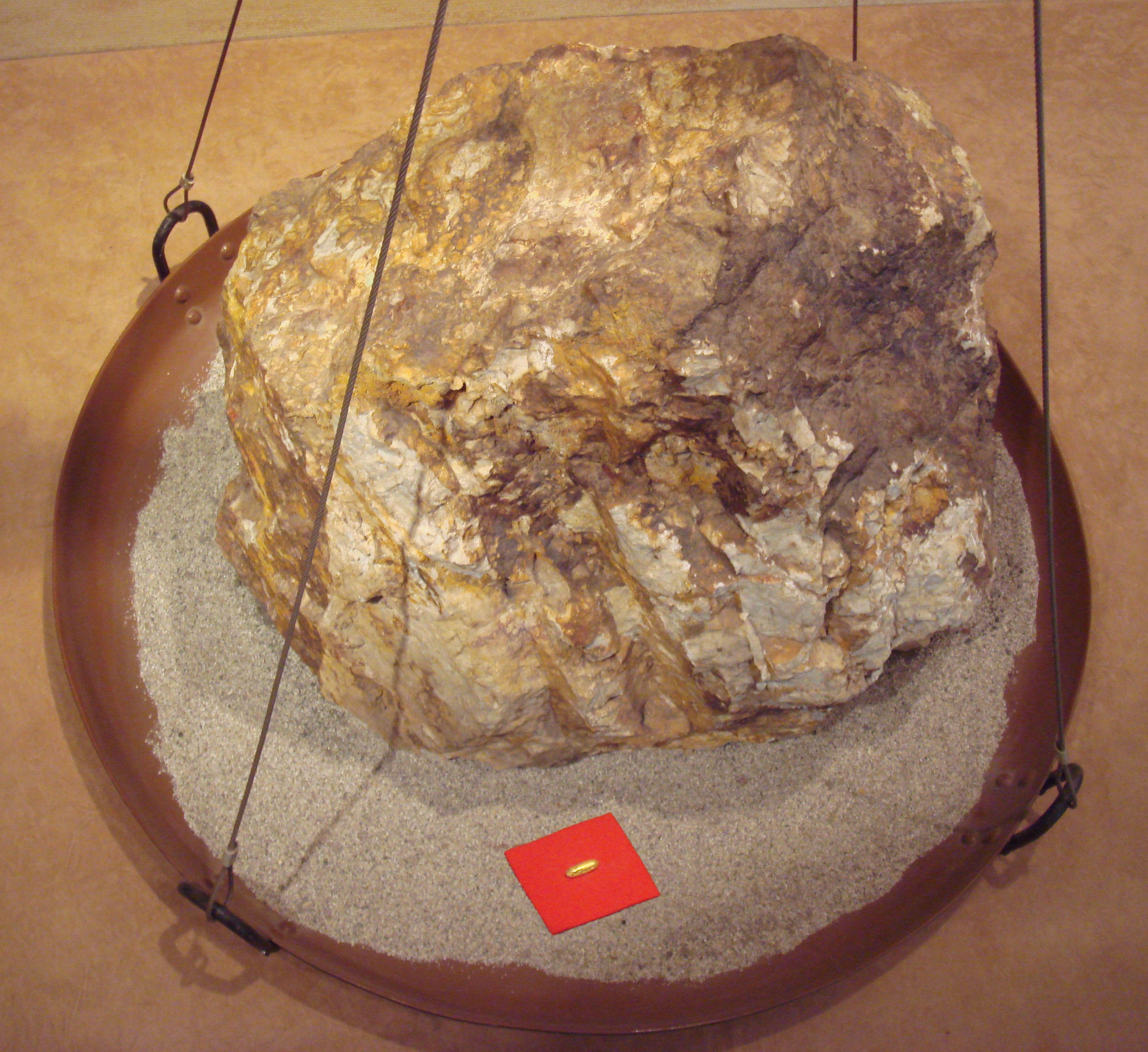
يمكن استخراج حوالي 30 غ من الذهب من خامة ذهب وزنها 860 كغ.

كلّما كانت توضّعات الذهب الموجودة في باطن الأرض كبيرة الحجم سهلت عملية استخراج الذهب؛ وعلى العموم يمكن القول أنّ التركيز النمطي لخامات الذهب في مناجم تعدين سطحي هو 1-5 جزء في المليون (ppm)، في حين أنّ مناجم التعدين الباطني تحوي خامات ذهب بتراكيز نمطية تتراوح حوالي 3 جزء في المليون (ppm). لكي يمكن رؤية الذهب بالعين المجرّدة ينبغي أن يكون تركيز الذهب بالخامة 30 جزء في المليون (ppm) على الأقلّ. من النادر العثور على قطع كبيرة للذهب أو حتّى مسحوق ناعم يرى بالعين المجرّدة؛ إذ أنّ الغالبية العظمى من الذهب توجد على شكل جسيمات صغيرة مبعثرة في الصخور. أمّا أكبر قطعة ذهب عثر عليها فكانت سنة 1869 في أستراليا، وكان وزنها 2284 أونصة (حوالي 71 كغ).

#### طرق الاستخراج
تستخدم أكثر من طريقة على أرض الواقع لاستخراج الذهب، وتعتمد على طبيعة الخامة الموجودة. يمكن أن يستخرج الذهب كخامة رئيسية في المنجم، أو أن يكون كناتج ثانوي في مناجم فلزّات أخرى.
الغربلة
أقدم الطرق للحصول على الذهب كانت قائمة على غربلة الطمي والرمل في مجاري الأنهار، حيث تفصل جسيمات الذهب الناعمة الدقيقة اعتماداً على ارتفاع كثافتها، إلّا أنّ مردود تلك الطريقة غاية في الضآلة، ويقتصر استخدامها على الهواة.
المعالجة بالسيانيد
يعود تاريخ هذه الطريقة إلى القرن التاسع عشر، وهي تستخدم عندما يكون تركيز الذهب مرتفعاً في الخامة. تخضع الخامة في البداية إلى عمليات معالجة ميكانيكية حيث تسحق ثم تعالج بالهواء الطلق بوجود كمّية كافية من الأكسجين مع محلول سيانيد الصوديوم ممّا يؤدّي إلى انحلال مسحوق الذهب الناعم وفق المعادلة الكيميائية:
{\displaystyle {\ce {2Au + H2O + 1/2O2 + 4NaCN -> 2Na[Au(CN)2] + 2NaOH}}}
تجرى بعد ذلك عملية ترشيح، وبالتالي يبقى المعدن النفيس على شكل منحلّ في الرشاحة؛ والتي تعالج بدورها بإضافة مسحوق من الزنك، ممّا يؤدي إلى ترسّب الذهب وتجمّعه على شكل وحل بنّي اللون.
{\displaystyle {\ce {2Na[Au(CN)2] + Zn -> Na2[Zn(CN)4] + 2Au}}}
تجرى إعادة تدوير لمحلول السيانيد، في حين تؤخذ ترسّبات الذهب الموحلة وتشطف ليكون الذهب بذلك جاهزاً لعمليات التنقية اللاحقة.
أسلوب الملغمة

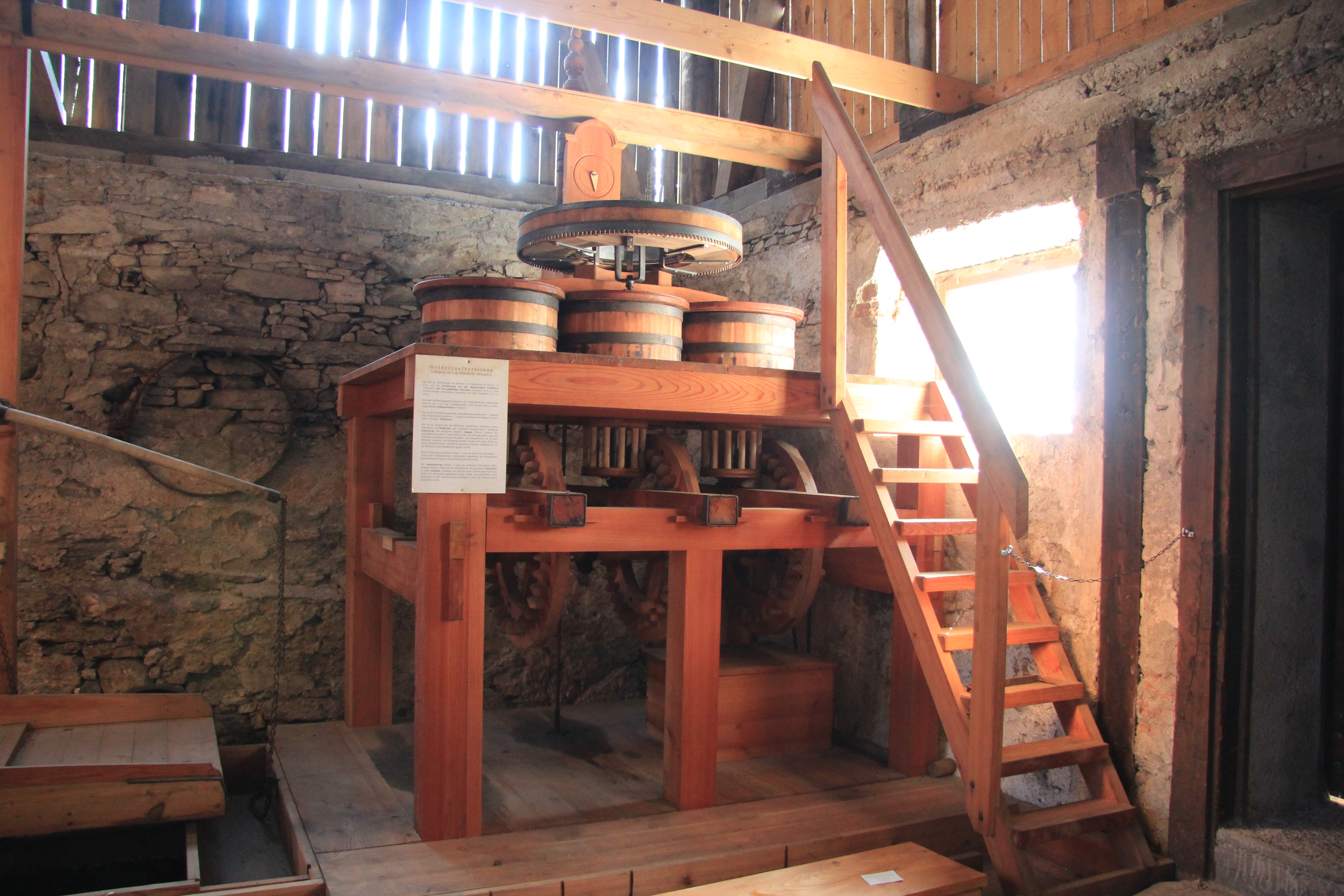
منشأة لاستخراج الذهب بأسلوب الملغمة تعود إلى القرن التاسع عشر، والتي أعيد ترميمها ومعروضة بالقرب من مدينة سالزبورغ النمساوية.

في أسلوب الملغمة تخضغ الخامة لمعالجة ميكانيكية بالأول للحصول على مسحوق ناعم، ثم تعالج مع كمّية كافية من الزئبق للحصول على ملغمة الذهب، بالإضافة إلى فلزّات أخرى متوفّرة في الخامة. تكون ملغمة الذهب لزجة وذات لون فضّي وذات نقطة انصهار أخفض من الفلزّين المكوّنين لها. كما تتميّز أنّها ذات كثافة مرتفعة، ممّا يسهّل من عملية فصلها، ثم تخضع لاحقاً إلى معالجة حرارية، وبذلك يتبخر الزئبق مخلّفاً وراءه الذهب النقي. تترافق العملية بمخاطر حدوث تسمم بالزئبق؛ لذلك فهي غير واسعة الانتشار على صعيد صناعي.
أسلوب البوراكس
تعتمد هذه العملية على استخدام البوراكس (البورق) لاستخراج الذهب، وتتميّز عن سابقاتها أنّها صديقة للبيئة بسبب خلوّها من المواد السامّة. تؤدّي إضافة البوراكس إلى تخفيض نقطة انصهار ولزوجة المواد المرافقة للذهب في الخامة، والتي تكون على شكل أكاسيد أو سيليكات؛ وذلك عند المعالجة الحرارية للخامة، وذلك بأسلوب رخيص وآمن نسبياً؛ حيث يمكن استخدام أدوات بسيطة لذلك مثل الفحم الخشبي والكير.
لا يتأثّر الذهب بهذه المعالجة ويبقى على شكل منصهر أسفل القدر الذي تجرى به عملية الصهر؛ في حين أنّ الخبث يبقى على السطح. يمكن استخدام مواد أخرى مساعدة على الصهر غير البوراكس مثل فلوريد الكالسيوم أو كربونات الصوديوم أو نترات الصوديوم أو ثنائي أكسيد المنغنيز.

#### التنقية
بعد عمليات الاستخراج ينقّى الذهب إمّا بواسطة عملية فوهلفيل اعتماداً على عمليات التحليل الكهربائي؛ أو عن طريق عملية ميلر اعتماداً على كلورة المزيج المصهور. يعطي أسلوب تنقية الذهب بالتحليل الكهربائي ناتجاً ذا نقاوة أعلى، لكنّ طرق المعالجة معقّدة، لذلك يطبّق هذا الأسلوب على نطاق ضيّق. من الطرق الأخرى المستخدمة في تنقية الكمّيات الصغيرة من الذهب إجراء عملية البوتقة الحرارية أو استخدام وسائل كيميائية بإذابة الذهب في الماء الملكي.

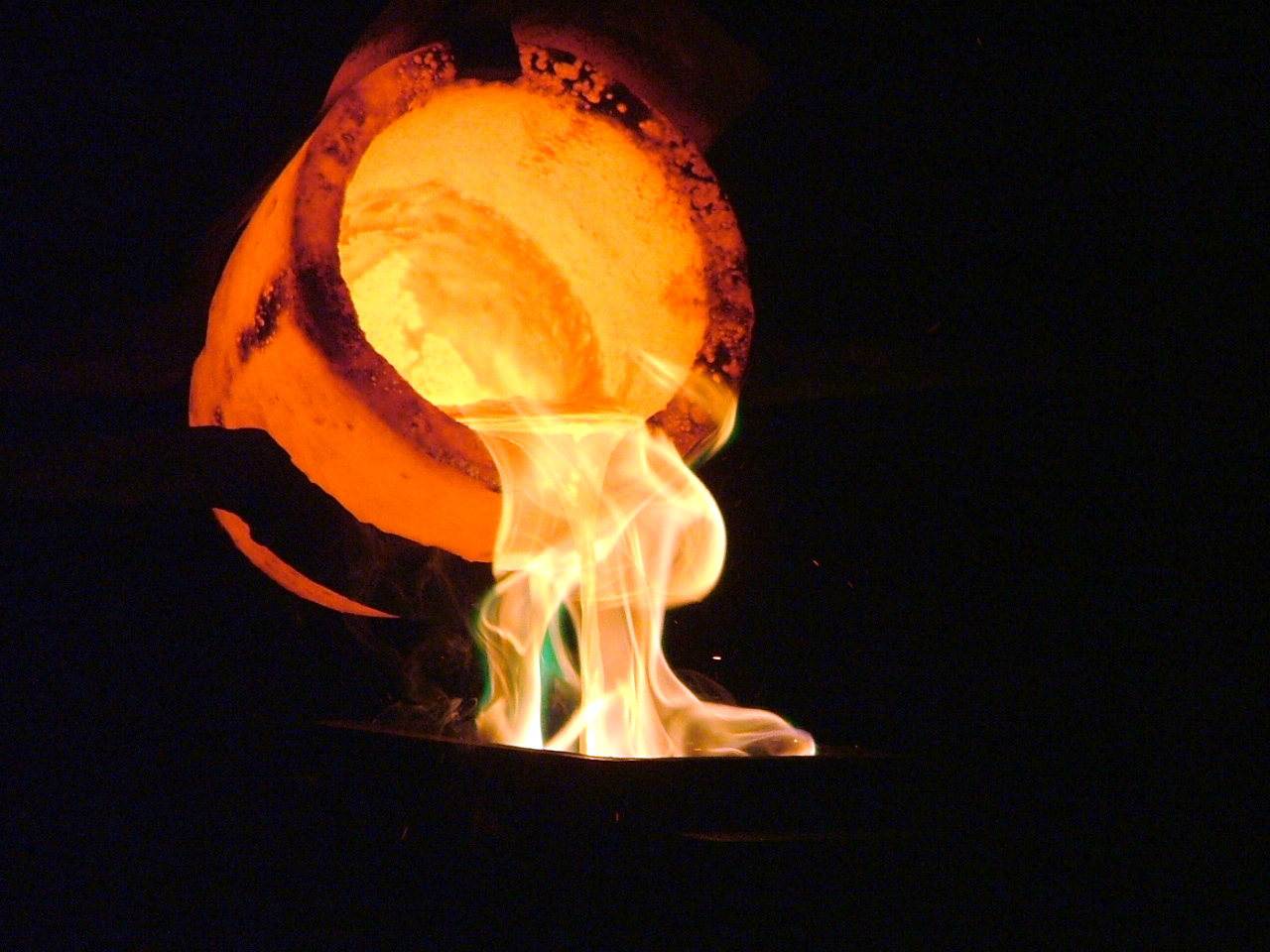
صب مصهور الذهب في قوالب بعد التنقية

### التلوّث
يترافق إنتاج الذهب مع استخدام مواد كيميائية ملوّثة ذات تأثير سلبي خطير على البيئة؛ وخاصة سيانيد الصوديوم الذي يستخدم لإذابة الذهب في خاماته، وهي مادّة شديدة السمّية، ويمكن أن تقتل الكائنات الحيّة حتّى بتراكيز ضئيلة، بالتالي فعند حدوث كوارث في أماكن تعدين الذهب تكون هناك احتمالية كبيرة لحدوث كوارث بيئية تهدّد الغلاف والمحيط الحيوي، وخاصّة غلاف الأرض المائي. كمثال على ذلك كارثة تسرّب السيانيد في بايا ماري سنة 2000 في رومانيا.
من جهة أخرى تعالج كمّيات كبيرة من الخامات للحصول في النهاية على بضع أونصات من الذهب؛ ممّا يعني طرح كمّيات كبيرة من مخلّفات الردم، وهي مصدر للكثير من الفلزّات الثقيلة السامّة مثل الكادميوم والسيلينيوم والرصاص والزنك والزرنيخ والزئبق. عندما تتعرّض معادن الكبريتيدات إلى الهواء والرطوبة يتشكّل حمض الكبريتيك الذي يذيب تلك المعادن ممّا يتيح لتلك الفلزّات الموجودة في المعادن العبور إلى المياه السطحية والجوفية؛ في عمليّة تسمّى تصريف حمض المناجم. تقارب مخلّفات مناجم الذهب في خطورتها من المخلّفات النووية. استخدم الزئبق في السابق لمعالجة الذهب من خاماته، إلّا أنّه ممنوع في عدد من الدول لاعتبارات بيئية ولسميّته الشديدة، ولا يستخدم إلّا على نطاق ضيّق في بعض الدول. بالإضافة إلى خطورة المواد الكيميائية المترافقة مع استخراج الذهب، هناك استهلاك كبير للطاقة، إذ يلزم حوالي 25 كيلوواط ساعي من الكهرباء لاستخراج غرام واحد من الذهب.

### إعادة التدوير
يوجد آثار من الذهب في المخلّفات التي تطرحها المجتمعات البشرية، وذلك إمّا من مخلّفات صناعة الحليّ أو من كسوة الأسنان الذهبية، وذلك في محارق الجثث على سبيل المثال؛ أو بشكل أكبر من المخلّفات الإلكترونية.
في الحمأة الناتجة عن عمليات تكرير المياه في المدن الكبيرة توجد هناك آثار من الذهب بكمّيات ليست بالضئيلة جدّاً. فعلى سبيل المثال أظهرت عيّنات أخذت في ولاية أريزونا الأمريكية أنّ هناك نسبة 0.3 غرام من الذهب لكلّ طنّ من مخلّفات محطّات معالجة المياه؛ وفي سويسرا جرى التمكّن سنة 2017 من استرداد ما قيمته حوالي 2 مليون فرنك سويسري من الذهب.

### الاصطناع
كان الحصول على الذهب من المعادن الرخيصة مثل الرصاص حلماً وغايةً راودت الكثيرين في الخيميائيين في القرون الوسطى، إلّا أنّ مبدأ تحويل العناصر فيما بينها لم يكن ممكناً إلّا بعد فهم مبادئ الفيزياء النووية أوائل القرن العشرين. ففي سنة 1924 تمكّن عالم الفيزياء الياباني هانتارو ناغاوكا من اصطناع الذهب لأول مرة وذلك بعملية تحوّل نووي اعتماداً على قذف الزئبق بالنيوترونات. بعد ذلك نجح فريق أمريكي سنة 1941 من إعادة التجربة والحصول على نفس النتيجة الناجحة، مع إظهار أنّ جميع نظائر الذهب المتشكّلة ذات نشاط إشعاعي.
تجدر الإشارة إلى أنّ نظير الزئبق 196Hg والموجود بوفرة طبيعية تبلغ 0.15% هو الذي يمكن تحويله إلى ذهب من عملية التقاط النيوترونات البطيئة، تليها عملية التقاط إلكترون إلى نظير الذهب 197Au؛ أمّا نظائر الزئبق الأخرى فتتحوّل فيما بينها عند القذف بالنيوترونات البطيئة، أو تتحوّل إلى عنصر الثاليوم عن طريق عملية اضمحلال بيتا. ترتفع نسبة تحوّل الزئبق إلى ذهب عند القذف بالنيوترونات السريعة، إذ أنّ النظير 198Hg، والذي يشكّل حوالي 10% من الزئبق الطبيعي، يتحوّل حينها إلى النظير 197Hg بعملية طرد نيوترون، ومن ثمّ يتفكّك إلى الذهب؛ إلّا أنّ هذا التفاعل النووي صعب التحقيق، لأنّ المقطع العرضي للتصادمات المنشطّة صغير، ولا يحصل إلّا في المفاعلات النووية غير المهدَّأة.

## النظائر
للذهب نظير واحد مستقر وهو 197Au، ولا توجد له نظائر مشعّة طبيعية، بالتالي يصنّف الذهب على أنّه عنصر أحادي النظير وعنصر أحادي النويدة في نفس الوقت. جرى اصطناع 36 نظيراً مشعّاً للذهب تتراوح كتلها الذرّية بين 169 و 205؛ أكثرها استقراراً هو النظير 195Au بعمر نصف مقداره 186.1 يوم، أمّا أقلّها من حيث الاستقرار فهو النظير 171Au والذي يتفكّك بعملية إصدار بروتون ويبلغ عمر النصف في حالته 30 ميكروثانية فقط.
تضمحّل نظائر الذهب المشعّة ذات الكتل الذرّية الأقلّ من 197 عن طريق عدّة آليّات تتضمّن إصدار بروتون واضمحلال ألفا واضمحلال بيتا +β، ما عدا النظير 195Au الذي يضمحّل بعملية التقاط إلكترون؛ والنظير 196Au الذي يضمحّل بعملية التقاط إلكترون أيضاً ولكن بنسبة 93%، أمّا النسبة المتبقية (7%) فتكون عن طريق اضمحلال بيتا −β. بالمقابل، فإنّ جميع نظائر الذهب ذات الكتل الذرّية الأعلى من 197 فتتضمحّل على النمط −β.
جرى التعرّف على ما يقلّ عن 32 مصاوغ نووي للذهب تتراوح كتلها الذرّية بين 170 و 200؛ كان أكثرها استقراراً 198m2Au وله عمر نصف يبلغ 2.27 يوم، أمّا أقلّها استقراراً فهو 177m2Au بعمر نصف 7 نانوثانية فقط. لوحظ أنّ للمصاوغ 184m1Au ثلاثة طرق للاضمحلال، وهي اضمحلال +β والتصاوغ النووي البيني واضمحلال ألفا، وهو بذلك الوحيد من بين نظائر الذهب المشعّة ومصاوغاته النووية الذي يضمحّل بثلاثة طرق.

## الخواص الفيزيائية

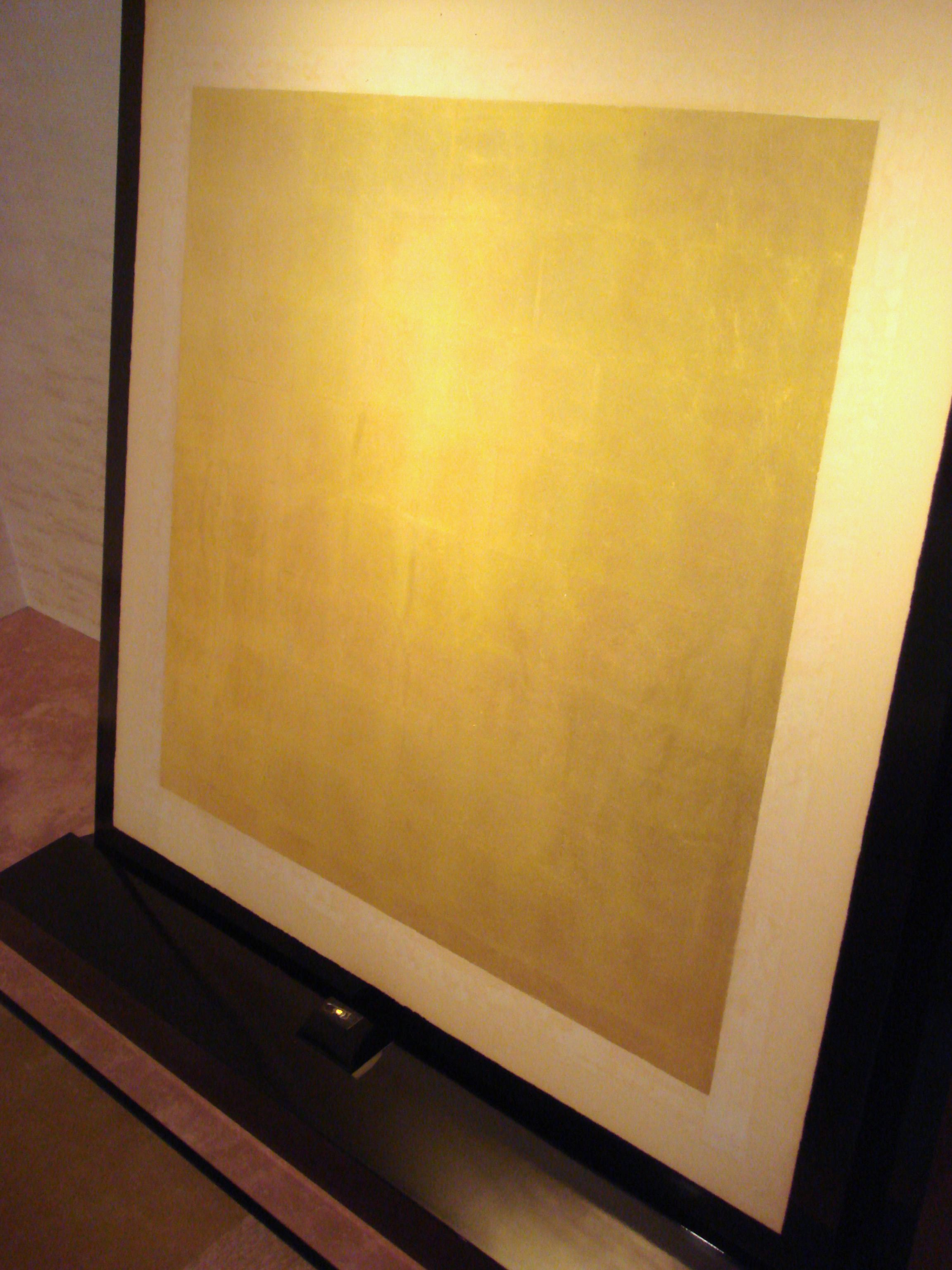
بالتطريق يمكن تحويل قطعة ذهب (أسفل الصورة) قطرها 5 ميليمتر إلى ورقة ذهبية مساحتها نصف متر مربّع تقريباً.

يتميّز الذهب بأنّه مطواع للعمليات الميكانيكية؛ فالذهب الخالص له صلادة شبيهة بفلز الزنك، إذ تبلغ الصلادة وفق مقياس موس من 2.5 إلى 3 (ما يعادل قيمة 30–34 وفق اختبار فيكرز للصلادة).
كما يتميّز الذهب أيضاً بقابلية الطرق العالية، إذ يمكن تشكيل صفيحة مساحتها حوالي متر مربّع واحد من مجرّد غرام واحد من الذهب؛ حتّى أنّه يمكن تطريق صفيحة من الذهب إلى أن تصبح شبه شفّافة، وهذه الصفائح شبه الشفّافة من الذهب ذات قدرة مرتفعة على عكس الأشعّة تحت الحمراء، ممّا يجعلها مناسبة للاستخدام في صناعة واقيات الوجه في البدلات المقاومة للحرارة وكذلك الأمر في صناعة خوذ بدلات الفضاء. كما تستخدم تلك الصفائح في التجارب العلمية كما فعل إرنست رذرفورد باستخدامه صفيحة من الذهب في تجربته ممّا أدّى إلى اكتشافه ظاهرة التبعثر، الأمر الذي أسهم بالنهاية في فهم بنية الذرّة.
للذهب ناقلية حرارية وكهربائية مرتفعة؛ كما يشكّل السبائك مع الفلزّات بسهولة. يتبلور الذهب وفق النظام البلوري المكعّب مركزي الوجوه بتعبئة متراصّة في الزمرة الفراغية Fm3m؛ في حين أنّ ثابت الشبكة البلّورية تبلغ قيمته 0.4078 نانومتر مع وجود 4 وحدات صيغة في وحدة الخليّة.
تبلغ كثافة الذهب 19.3 غ/سم3، وهي قريبة جدّاً من كثافة التنغستن (19.25 غ/سم3)؛ وذلك يفسّر استخدام التنغستن في تزييف سبائك الذهب، وذلك بطلي سبائك التنغستن بالذهب مثلاً؛ أو بثقب سبائك الذهب وملئها بقضبانٍ من التنغستن. الذهب من أكثر الفلزّات كثافة، وللمقارنة تبلغ كثافة الرصاص (11.34 غ/سم3) أمّا أكثر العناصر الكيميائية كثافة فهو الأوزميوم (22.59 غ/سم3).
في حين أنّ معظم الفلزّات ذات لون رمادي أو فضي إلّا أنّ الذهب في الحالة الصلبة متميّز بلونه الأصفر المائل إلى الحمرة؛ وهو أيضاً لون خدشه. وهذا اللون مميّز لذلك يخصّص لون ضمن الطيف المرئي باسم اللون الذهبي. يعود هذا اللون فيزيائياً إلى قيمة تردّد التذبذب البلازمي في إلكترونات التكافؤ عند الذهب، والتي تقع عند أغلب الفلزّات ضمن نطاق الأشعّة فوق البنفسجية في الطيف الكهرومغناطيسي، لكنّ تلك القيمة تقع عند الذهب ضمن الطيف المرئي وذلك بسبب التأثير الكمومي الحاصل على المدارات الذرّية في ذرّات الذهب. أمّا في الحالة المنصهرة فللذهب لون أصفر فاقع، ولا يستردّ لونه الذهبي الخاصّ به إلّا عندما يتصلّب. يعطي الذهب في معلقّاته الغروانية ألواناً مختلفة حسب كبر حجم الجسيمات، فعندما تكون صغيرةً يكون اللون أحمر، أمّا الجسيمات الكبيرة فتعطي لوناً أزرق.

### السبائك
يستطيع الذهب تشكيل سبائك مع العديد من الفلزّات، ولكنّه غالباً ما يسبك مع الفضة والنحاس لأغراض صناعة الحليّ والمصاغ، كما يمكن استخدام البلاتين أو البالاديوم؛ وعلى العموم تؤثّر نسبة الفلزّات المسبوكة مع الذهب على خواصّه من حيث اللون والصفات الفيزيائية الأخرى مثل الصلادة والقساوة، فعلى سبيل المثال يؤدّي السبك مع الرصاص أو البزموت إلى جعل السبيكة صلبة صعبة التشكيل.

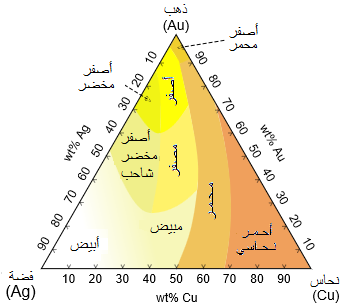
الألوان المختلفة التي يمكن أن تشكلّها السبائك من الذهب والفضّة والنحاس.

تستخدم وحدة القيراط تاريخياً للتعبير عن درجة نقاوة سبيكة الذهب بمقياس من 24 وحدة، إذ يعادل الذهب الخالص النقيّ (99.99%) 24 قيراط؛ في حين أنّ الذهب عيار 21 يحوي نسبة وزنية تعادل 87.5%. مع انتشار استخدام النظام المتري أصبح من الشائع أيضاً التعبير بالنظام الألفي، أي أنّ سبيكة من الذهب عيار 750 بالألف (750‰) تعادل سبيكة 18 قيراط، وسبيكة 585 ‰ تعادل 14 قيراط، وهكذا دواليك. في صياغة الحليّ تستخدم عرفاً السبائك من عيار 18 قيراط (0.750) وما فوق؛ وانتشار العيار متعلّق بالمنطقة الجغرافية، ففي المنطقة العربية يشيع استخدام عيار 21 قيراط، في حين أنّه في الأمريكيّتين يشيع استخدام عيار 14 قيراط، أمّا ثقافات شرق وجنوب شرق آسيا فيشيع استخدام عيارات مرتفعة قريبة من الذهب الخالص في صياغة الحليّ. بالمقابل فإنّ العيارات المنخفضة للذهب (الأقل من 14 قيراط) في سبائكه تكون عرضة للتآكل ويفقد فيها الذهب خواصّه المميّزة. فعلى سبيل المثال في سبيكة ذهب 8 قيراط (333‰) يكون هناك ذرّتين من الذهب مقابل 9 ذرّات من الفلزّات المضافة للسبيكة، بالتالي لا تبدو عليها الخواص النفيسة؛ ولذلك فإنّ الكثير من البلدان لا تعتبر سبائك 8 قيراط سبيكة للذهب.
يلجأ البعض إلى محاولة تزييف سبائك الذهب، وذلك باستخدام فلزّات وضيعة وطليها بطبقة من الذهب، وغالباً ما تكون من سبيكة الصفر، والتي يضاف إليها الرصاص أحياناً لمحاكاة الخواص الميكانيكية لسبائك الذهب. يمكن الكشف عن التلاعب في صياغة سبائك الذهب باستخدام الكشف عن القيمة الدقيقة للكثافة، أو بأخذ عيّنة ومفاعلتها مع الأحماض (غالباً حمض النتريك)، أو باستخدام تقنية فلورية الأشعّة السينية.
يمكن الحصول على ألوان مختلفة لسبائك الذهب مع العناصر الأخرى. الذهب الأبيض يحصل عليه من سبك الذهب مع أحد الفلزّات البيضاء مثل النيكل أو البالاديوم أو البلاتين؛ أمّا اللون الوردي فيحصل عليه من السبك مع النحاس، وكلّما ارتفعت نسبة النحاس في السبيكة كلّما اقترب اللون من لون البرونز، ويعرف حينها باسم الذهب الأحمر، وتلك السبائك تستخدم عادةً في صنع شارات التعريف. أمّا سبيكة الذهب مع الفضّة بغياب النحاس فيمكن أن تكون ذات لون أصفر شاحب قريب إلى الأخضر، وذلك عند نسبة مثلى من الذهب توافق 646 ‰، لذلك تسمى أيضاً الذهب الأخضر. يمكن الحصول على اللون الأزرق من السبك مع الحديد؛ أمّا اللون الأرجواني فيحصل عليه من السبك مع الألومنيوم؛ وعلى العموم يمكن الحصول على ألوان غير اعتيادية لسبائك الذهب من إضافة عناصر أخرى مثل المنغنيز أو الإنديوم وغيرها.

#### معنى العيار أو القيراط بالنسبة للذهب
| قيراط | نسبة ألفية | اسم تجاري    | عدد الذرّات % |
| 24    | 999        | ذهب خالص 999 | 100          |
| 22    | 916 2/3    | ذهب 916      | 83           |
| 20    | 833 1/3    | ذهب 833      | 68           |
| 18    | 750        | ذهب 750      | 50           |
| 14    | 583 1/3    | ذهب 585      | 38           |
| 10    | 416 2/3    | ذهب 417      | 23           |
| 9     | 375        | ذهب 375      | 20           |
| 8     | 333 1/3    | ذهب 333      | 18           |

- العيار: هو كمية أو نسبة الذهب الموجودة في السبيكة أو المشغولات أو الحلي الذهبية. وعيارات الذهب المتعارف عليها هي كالتالي:
  - 999 وهو الذهب عيار 24 قيراط.
  - 916 وهو الذهب عيار 22 قيراط.
  - 875 وهو الذهب عيار 21 قيراط.
  - 750 وهو الذهب عيار 18 قيراط.
  - 583 وهو الذهب عيار 14 قيراط.
  - 500 وهو الذهب عيار 12 قيراط.
  - 375 وهو الذهب عيار 09 قيراط.

حيث يتكون الذهب النقي من أربعة وعشرين جزءاً، أي أنه يتكون من (24) جزء من الذهب.
1. عيار (09): يعني أنه يتكون من (9) أجزاء من الذهب والباقي (15) جزء من الفضة أو النحاس.
2. عيار (12): يعني أنه يتكون من (12) جزء من الذهب والباقي (12) جزء من الفضة أو النحاس.
3. عيار (14): يعني أنه يتكون من (14) جزء من الذهب والباقي (10) أجزاء من الفضة أو النحاس.
4. عيار (18): يعني أنه يتكون من (18) جزء من الذهب والباقي (6) أجزاء من الفضة أو النحاس.
5. عيار (21): يعني أنه يتكون من (21) جزء من الذهب والباقي (3) أجزاء من الفضة أو النحاس.
6. عيار (22): يعني أنه يتكون من (22) جزء من الذهب والباقي (2) جزأين من الفضة أو النحاس.
7. عيار (24): يعني أنه يتكون من (24) جزء من الذهب الصافي بدون أية إضافات أخرى.

- القيراط: هو وحدة القياس المستخدمة لوصف نقاء عنصر يعتمد على (24) جزء كامل. وتعتبر المجوهرات التي تتكون بالكامل من عنصر واحد بنسبة (%100) بأنها عيار (24) قيراط، فمثلا: عند شراء خاتم وزنه (10) جرام.
  - لو كان عياره (14) قيراط، هذا يعني أن المرء اشترى (5.83) جرام من الذهب الصافي و (4.17) جرام تكون نحاس أو فضة.
  - أما لو كان عياره (18) قيراط، فيكون الذهب الصافي هو (7.5) جرام و (2.5) جرام تكون نحاس أو فضة.
  - وإذا كان عياره (21) قيراط، يعني أن نسبة الذهب الصافي هي (8,75) جرام و (1,25) جرام من النحاس أو الفضة.

## الخواص الكيميائية

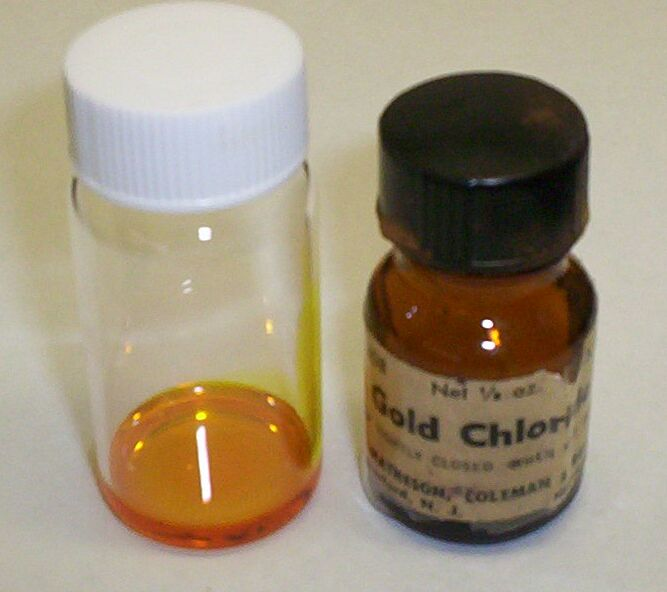
محلول مائي لمركب كلوريد الذهب الثلاثي.

على الرغم من أنّ الذهب هو أنبل الفلزّات النبيلة، وذلك من حيث الخمول الكيميائي ومقاومة التآكل، إلّا أنّه من الممكن الحصول على عددٍ من المركّبات الكيميائية المختلفة له.
لا تؤثّر أغلب الأحماض المعروفة على الذهب، ولذلك فهو ينتمي إلى المعادن النفيسة، فهو لا يتفاعل مع حمض الهيدروفلوريك أو حمض الهيدروكلوريك أو حمض الهيدروبروميك أو حمض الهيدرويوديك أو حمض الكبريتيك أو حمض النتريك. بالمقابل ينحلّ الذهب في الماء الملكي، وهو مزيجٌ من حمضي النتريك والهيدروكلوريك بنسبة 3:1 على الترتيب، حيث يلعب حمض النتريك دور المؤكسد ويشكّل أيونات الذهب الثلاثي، ولكن بكمّيات ضئيلة جدّاً بحيث لا تكاد تكشف في حالة الحمض النقي، أمّا بوجود حمض الهيدروكلوريك تتفاعل تلك الأيونات لتشكّل أيونات −AuCl4 أو حمض كلورو الذهبيك، ممّا يتيح استمرار التفاعل.
{\displaystyle {\ce {2Au + 9HCl + 5HNO3 -> 2HAuCl4 + 4NO2 + 6H2O + NOCl}}}
يستطيع حمض السيلينيك الساخن والمركّز أن يتفاعل مع الذهب أيضاً ليتشكّل محلول أصفر محمرّ من سيلينات الذهب.
{\displaystyle \mathrm {2\ Au+6\ H_{2}SeO_{4}\ \rightarrow Au_{2}(SeO_{4})_{3}+3\ H_{2}SeO_{3}+3\ H_{2}O} }
لا يتأثّر الذهب أيضاً بالقواعد الكيميائية، فهو لا يتفاعل مع القلويّات مثل هيدروكسيد الصوديوم أو هيدروكسيد البوتاسيوم سواءً على شكل محاليل مركّزة أو بالشكل المصهور؛ لكنّه بالمقابل يتفاعل مع سيانيد الصوديوم وسيانيد البوتاسيوم تحت شروط قلويّة وبوجود الأكسجين لتتشكّل معقّدات منحلّة من الذهب. لا يتفاعل الذهب مع الأكسجين (لا يتأكسد) مهما كانت درجة الحرارة؛ وهو يقاوم تأثير الأوزون إلى درجة حرارة تصل إلى 100 °س. لا يتفاعل الذهب مع الكبريت بشكل مباشر، ولكن يمكن الحصول على كبريتيد الذهب الثلاثي Au2S3 من تمرير كبريتيد الهيدروجين على محلول ممدّد من كلوريد الذهب الثلاثي أو حمض كلورو الذهبيك. تستطيع بعض الهالوجينات الحرّة أن تتفاعل مع الذهب؛ إذ يتفاعل الفلور بشكل عنيف مع الذهب ولكن عند درجات حرارة مرتفعة نسبياً، ليعطي فلوريد الذهب الثلاثي AuF3؛ كما يتفاعل مسحوق الذهب مع الكلور عند 180° س ليعطي كلوريد الذهب الثلاثي AuCl3. أمّا البروم فيتفاعل الذهب معه عند الدرجة 140° س ليعطي بروميد الذهب الثلاثي AuBr3، في حين أنّ الذهب يتفاعل ببطء مع اليود ليشكّل يوديد الذهب الأحادي AuI.

### المركّبات الكيميائية
يتفاوت عدد الأكسدة للذهب في مركّباته من −1 إلى +5، إلّا أنّ حالتي الأكسدة +1 (الذهب الأحادي) و +3 (الذهب الثلاثي) هما المسيطرتان على كيمياء الذهب. يكون الذهب الأحادي، والذي يعرف أحياناً باسم ذهبوز aurous، الأكثر انتشاراً بين حالات الأكسدة في المعقّدات الكيميائية ذات الربيطات «الطرية» مثل الثيوإيثرات والثيولات والفوسفينات الثالثية. عادةً ما تكون لمركّبات الذهب الأحادي ومعقّداته بنية جزيئية خطّية، ومن أمثلتها معقّد أنيون ثنائي سيانيد الذهب −Au(CN)2 والذي يستخدم في تعدين الذهب، بالإضافة إلى هاليدات الذهب مثل كلوريد الذهب الأحادي AuCl أو كبريتيد الذهب الأحادي Au2S. تجدر الإشارة إلى أنّ معظم العقاقير الحاوية على الذهب في تركيبتها هي من مشتقّات الذهب الأحادي. تعدّ حالة الأكسدة الثلاثية (ذهبيك auric) الأكثر شيوعاً للذهب في مركّباته، ومنها كلوريد الذهب الثلاثي Au2Cl6، وهي ذات بنية جزيئية مستوية مربّعة، وتأخذ الرابطة الكيميائية فيها سمات الرابطة التساهمية والأيونية في نفس الوقت. لا يحصل على أكسيد الذهب الثلاثي Au2O3 من أكسدة الذهب، ولكن من المحاليل المائية لهيدرات كلوريد الذهب الثلاثي؛ حيث يستحصل في الأول على هيدروكسيد الذهب الثلاثي Au(OH)3، والذي يعطي الأكسيد بالتجفيف عند درجات حرارة أعلى من 160°س.
يمتزج الذهب بشكل سريع وسهل مع الزئبق عند درجة حرارة الغرفة ليشكّل ملغمة، كما يتفاعل الذهب عند درجات حرارة مرتفعة مع الفلزّات القلوية ذات الأعداد الذرّية الكبيرة مثل البوتاسيوم والروبيديوم أو السيزيوم ليشكل ملح الذهبيد auride الموافق، والذي تحمل فيه ذرّة الذهب الشحنة السالبة ليتشكّل الأنيون −Au مثلما هو الحال في مركب ذهبيد السيزيوم، ويكون الذهب في هذه الحالة في حالة الأكسدة النادرة -1. تعود ثباتية أنيون الذهبيد (الأوريد) إلى الكهرسلبية المرتفعة نسبياً (2.54) لفلزّ الذهب، وهي أعلى قيمة مقارنةً مع الفلزّات الأخرى. من حالات الأكسدة النادرة الأخرى للذهب +2 و +5. عادةً ما تكون مركّبات الذهب الثنائي ذات مغناطيسية معاكسة وتكون الرابطة مباشرة بين ذرّتي الذهب على شكل Au–Au، كما هو الحال في معقّد Au(CH2)2P(C6H5)2]2Cl2]. يؤدّي تبخير محلول Au(OH)3 في حمض الكبريتيك المركّز إلى الحصول على بلّورات حمراء من كبريتات الذهب الثنائي Au2(SO4)2، والتي كان يظنّ في البداية أنّه مركّب للذهب بحالتي أكسدة مختلفتين، ولكنّ الدراسات بيّنت وجود الذهب في حالة الأكسدة +2 على هيئة كاتيون 4+Au2، وذلك بشكل مماثل لأيون الزئبق المعروف 2+Hg2. يوجد الذهب في حالة الأكسدة الثنائية في كاتيون رباعي زينون الذهب وذلك في المعقّد AuXe4](Sb2F11)2]. يمثّل مركّب فلوريد الذهب الخماسي (أو خماسي فلوريد الذهب) بالإضافة إلى الأنيون المشتقّ منه -AuF6، الأمثلة الفريدة على الذهب في حالة الأكسدة +5، وهي أعلى حالة أكسدة موثّقة.
تبدي بعض مركّبات الذهب ظاهرة تسمى «الترابط المحبّ للذهب»، حيث تميل فيها أيونات الذهب إلى التآثر مع بعضها البعض لتصبح قريبة من طول الرابطة Au–Au وبشكل أقصر من قوى فان دير فالس. تقدّر قوّة هذا التآثر أنّها قريبة من قوّة الروابط الهيدروجينية. هناك العديد من مركّبات الذهب التجميعية محدّدة البنية، ويكون للذهب في تلك الحالة عدد أكسدة كسري، ومن أمثلتها المركّب التجميعي مع ثلاثي فينيل الفوسفين 2+Au(P(C6H5)3)}6}.

## الدور الحيوي
لا يعدّ الذهب الخالص سامّاً أو مهيّجاً عند ابتلاعه، لذلك يستخدم أحياناً ضمن الإضافات الغذائية على هيئة رقائق للزينة على الأطباق، أو في بعض المشروبات.
بالمقابل، فإنّ أملاح الذهب المنحلّة سامّة، وتؤذي بشكل خاصّ الكبد والكليتين. من جهة أخرى تعدّ أملاح سيانيدات الذهب المستخدمة في إنتاج الذهب وفي عمليات الطلي الكهربائي أكثر خطورة، إذ أنّ السمّية آتية من الطرفين، ومن أمثلتها مركّب ثنائي سيانوذهبات البوتاسيوم K[Au(CN)]2. يمكن التخفيف من آثار سمّية الذهب بأسلوب العلاج بالاستخلاب مثل عقار ديمركابرول.
يمكن أن يسبّب الذهب أو سبائكه حساسية لدى البعض، وخاصّة النساء. إلّا أنّ هذا الموضوع لم يغطّى بعد بالأبحاث بشكلٍ كامل، ويمكن أن يكون سبب الحساسية العناصر الأخرى في السبيكة، كما هو الحال مع وجود عنصر الزنك في سبيكة تلبيس الأسنان الذهبية.

## الدور الاقتصادي

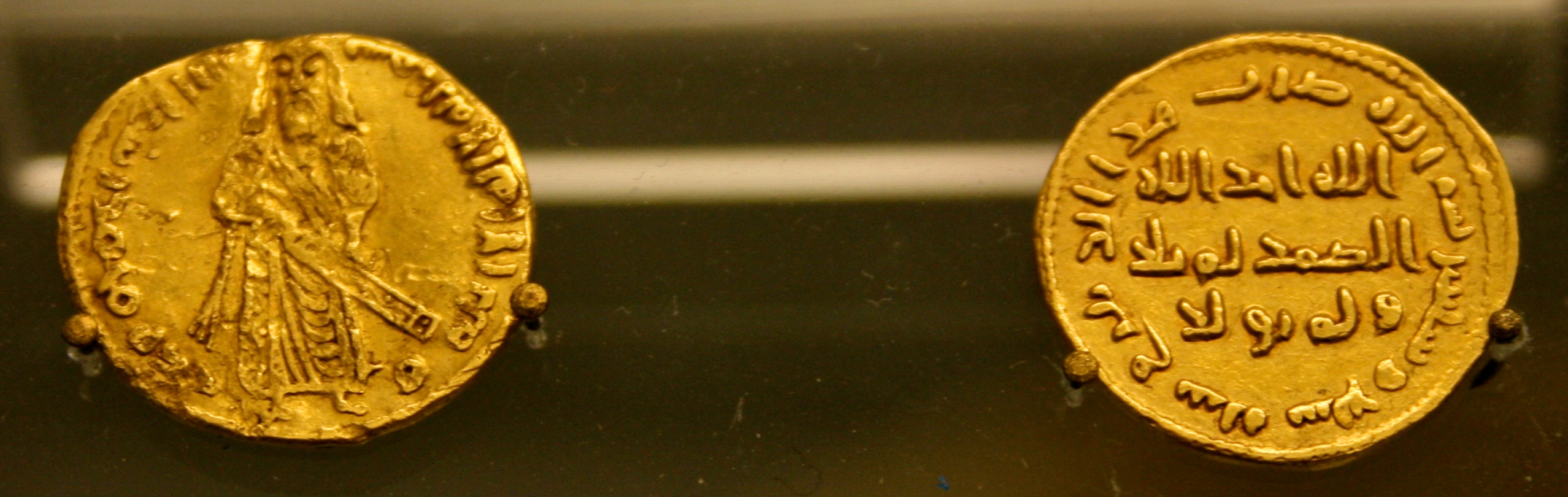
أول دينار إسلامي ذهبي يعود إلى عهد عبد الملك بن مروان.

استخدم الذهب منذ القدم في التعاملات المالية؛ وذلك لشراء البضائع اعتماداً على مبدأ نظام المقايضة أو لاكتناز الثروات كما هو الحال في الدفائن مثلاً. كانت دور سكّ العملة هي المسؤولة عن إصدار قطع النقد والسبائك الذهبية ذات وزن وعيار محدد. تشير بعض المراجع أنّ أوّل قطعة نقدٍ ذهبية سكّت في ليديا في آسيا الصغرى حوالي 600 سنة قبل الميلاد. كان المسلمون يتداولون نقوداً يسكّها الروم البيزنطيون في صدر الدولة الإسلامية، أمّا أوّل دينار إسلامي ذهبي سُكّ في دولة الخلافة فكان بأمرٍ من عبد الملك بن مروان في عصر الدولة الاموية، واستمرّ يُسك من قبل كلّ خليفة حتى انتهى مع سقوط الخلافة العثمانية. كان سكّ الفضّة على شكل نقودٍ مفضّلاً في أوروبّا في القرون الأولى للميلاد، ثم أعيد استخدام الذهب في سكّ النقود في فترة القرنين الثالث عشر والرابع عشر للميلاد. اعتمد تداول النقد في الدول الصناعية في أوروبا في القرن التاسع عشر على الغطاء الذهبي، وفي أوائل القرن العشرين وقبل الحرب العالمية الأولى انتقلت الأمم المتحاربة إلى غطاء «كسري أو جزئي» للذهب، ممّا أدّى إلى تضخّم العملات وذلك من أجل تمويل المجهودات الحربية. في فترة ما بين الحربين العالميتين قامت الدول المنتصرة بمحاولة استرداد قيمة الذهب، إلّا أنّها لم تفلح في ذلك، إذ سرعان ما تكرّر الأمر للتحضير للحرب العالمية الثانية، وبعدها بدأ الاعتماد على نظام مالي للعملات قابل للتحويل اعتماداً على سعر صرف وفقاً لنظام بريتون وودز. إلّا أنّه في سنة 1971 استغنت الحكومات العالمية عن نظامي الغطاء الذهبي وقابلية تحويل العملات إلى ذهب، إبّان رفض الولايات المتحدة ربط الدولار الأمريكي بالذهب، وبذلك نشأ مبدأ النقد الإلزامي وترسّخ في الاقتصادات العالمية. كانت سويسرا آخر دولة عملتها مربوطة بالذهب؛ وقامت بدعم 40٪ من قيمة الفرنك السويسري، إلى أنّ انضمّت سويسرا إلى صندوق النقد الدولي في سنة 1999. لا تزال بعض البنوك المركزية مستمرّة في الاحتفاظ بجزء من الاحتياطات المسيّلة على شكل ذهب بإحدى أشكاله؛ ففي الولايات المتحدة يخزّن احتياطي الذهب بشكل رئيسي في البنك الاحتياطي الفدرالي في نيويورك، وكذلك في مبنى خزانة سبائك الإيداع الأمريكية في فورت نوكس.
يقاس وزن الذهب كما هو الحال مع باقي الفلزّات النفيسة بالأونصة (أونصة تروي) أو بالغرام، أمّا درجة نقاوة الذهب في السبائك فتقاس بالقيراط، بحيث أنّ الذهب الخالص له عيار 24 قيراط. كانت النقود الذهبية البريطانية المتداولة منذ سنة 1526 إلى ثلاثينيات القرن العشرين من عيار 22 قيراط، وكانت تسمّى «الذهب التاجي»، أمّا في الولايات المتّحدة فكانت النقود الذهبية منذ سنة 1837 من عيار 21.6 قيراط لجعل النقود أكثر صلابة.
على الرغم من أسعار بعض الفلزّات في مجموعة البلاتين قد تكون أغلى ثمناً، إلّا أنّ الذهب يعتبر مرغوباً أكثر من باقي الفلزّات النفيسة. يحتفظ بالذهب على هيئة نقود أو سبائك كمدّخرات ذات قيمة في أوقات التضخّم الاقتصادي أو أيّة اضطرابات اقتصادية أخرى. تسكّ بعض الدول لعملاتها قطعاً نقدية من السبائك النفيسة، من بينها النقود الذهبية، وهي إمّا أن تكون من عيار 22 قيراط كما هو الحال في الإيغل الأمريكي الذهبي أو السوفرن البريطاني وكذلك كروغرراند الجنوب إفريقي؛ أو أن تكون من الذهب الخالص (24 قيراط) كما هو الحال مع عملة مابل ليف الكندية الذهبية، وهي ذات درجة نقاوة (99.99%) في الإصدار العام، وهناك إصدار خاصّ تصل النقاوة فيه إلى 99.999%، وهو الأعلى بين السبائك النقدية المتداولة. من السبائك النقدية المصنوعة من الذهب الخالص أيضاً كل من نقود البوفالو الأمريكي والباندا الصيني الذهبي، بالإضافة إلى الناغيت الذهبي الأسترالي.

### الأسعار
يتفاوت سعر الذهب مثله مثل أيّ سلعة حسب العرض والطلب، ويُحَدَّد سعره من خلال التجارة به في الأسواق الاشتقاقية، كما يضبط التفاوت في سعر الذهب بعملية تسمّى تثبيت سعر الذهب، والتي طبّقت أوّل مرّة في لندن سنة 1919، وهي تزوّد الأسواق بسعر ثابت للذهب؛ ولكي تتوافق العملية مع الأسواق الأمريكية بسبب فرق التوقيت جرى طرح تثبيت مسائي منذ سنة 1968. في سنة 2005 قدّر مجلس الذهب العالمي العرض العالمي للذهب بحوالي 3,859 طن، أمّا الطلب العالمي له فكان 3,754 مع وجود فائض بحوالي 105 أطنان. أعطي الذهب الرمز XAU وفق معيار أيزو 4217 العالمي.
بدايةً من سبعينات القرن العشرين ظهرت نزعة الازدياد في سعر الذهب، حيث بلغ أعلى قيمة له في القرن العشرين سنة 1980، إذ كانت سعر أونصة تروي 850 دولار أمريكي (27.33 $/غ)؛ لكنه انخفض مع الاقتراب من نهاية القرن حتى وصل سعر أونصة تروي إلى 252.90 دولار أمريكي (8.13 $/غ) في يونيو 1999. بعد ذلك ازداد سعر الذهب بشكل متسارع من سنة 2001 إلى أن بلغ أعلى قيمة قياسية له سنة 2008، إذ تعدّى حاجز ال850 في شهر يناير من تلك السنة وبلغ سعره 865.35 دولار أمريكي للأونصة الواحدة، ثمّ وصل إلى القيمة القياسية الجديدة له في شهر مارس 2008 وهي 1023.50 دولار أمريكي للأونصة الواحدة (32.91 $/غ). في أواخر سنة 2009 شهدت أسواق الذهب ارتفاعاً جديداً إلى أن وصل سعر الذهب قيمة قياسية جديدة في ديسمبر 2009 وهي 1,217.23 دولار أمريكي للأونصة؛ ثمّ ما لبث أن ارتفع السعر مجدّداً في مايو 2010 كنتيجة لتبعات أزمة الديون الأوروبية التي جعلت المستثمرين يلجأون للذهب كملاذ آمن. واصل سعر الذهب بعد ذلك في الارتفاع خاصّة في سنة 2011 بعد أحداث الربيع العربي في منطقة الشرق الأوسط وشمال أفريقيا، حيث بلغ سعراً قياسياً جديداً وهو 1432.57 دولار أمريكي للأونصة في شهر مارس؛ ثمّ قفز سعره بشكل كبير في تلك السنة إلى أن وصل إلى 1,913.50 دولار أمريكي للأونصة في شهر أغسطس 2011، وهي أعلى قيمة قياسية يصل إليها الذهب، انخفض سعر الذهب بعد ذلك في السنوات اللاحقة (2012 - 2018) ليعود إلى قيمة تتأرجح بين 1200 - 1300 دولار أمريكي للأونصة.

### الاستهلاك
ينقسم استهلاك الذهب المنتج في العالم بين المصاغ الذهبية بنسبة 50%، والاستثمارات المالية بنسبة 40%؛ في حين أنّ 10% المتبقيّة يدخل فيها الذهب في مجال الصناعة. كانت الهند لفترة قبل 2003 أكبر بلد في العالم من حيث استهلاك الذهب، إلى أن تجاوزتها الصين بزيادة بلغت 32% في تلك السنة؛ مع العلم أنّ منافذ الاستهلاك في الهند هي بشكل رئيسي للمصاغ الذهبي، في حين أنّ منافذ الاستهلاك في الصين هي للاستثمارات والصناعة.
كانت الهند في أواخر العقد الأول من القرن الحادي والعشرين (2009 و2010) تتصدّر قائمة الدول من حيث استهلاك الذهب على شكل مصاغ ذهبي، تليها الصين ثم الولايات المتّحدة ثم تركيا ثم السعودية.

## الاستخدامات
بشكلٍ تقريبي فإنّ جلّ الاستخدامات الرئيسية للذهب هي في صناعة الحليّ والاستثمارات المالية، ومجموعهما حوالي 90% من استهلاك الذهب؛ في حين أنّ 10% المتبقية يدخل فيها الذهب في المجالات المختلفة مثل الصناعات الإلكترونية والتطبيقات الطبية.

### الحلي والزينة

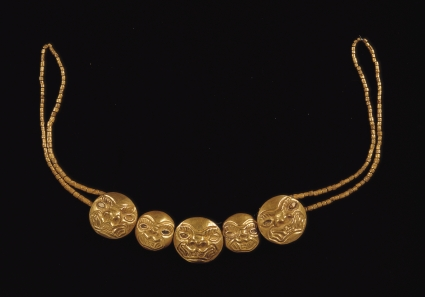
قلادة ذهبية تعود إلى زمن حضارة موتشي معروضة في متحف لاركو.

بسبب طراوة الذهب الخالص (24 قيراط) فإنّه غالباً ما يسبك مع فلزّات أخرى للاستخدام في صناعة الحليّ، ممّا يغيّر من الخواص بشكلٍ عام مثل ميّزات القساوة والقدرة على السحب ونقطة الانصهار واللون وغيرها. غالباً ما يسبك الذهب مع النحاس أو الفضّة أو البالاديوم وذلك بنسبٍ مختلفة من درجة النقاوة، نمطياً إمّا 22 أو 18 أو 14 أو 10 قيراط. لا يستخدم النيكل إلّا نادراً في صنع السبائك بسبب السمّية، ويستخدم البالاديوم بدلاً من ذلك في صنع سبائك الذهب الأبيض، إلّا أنّه أغلى سعراً. تتميّز سبائك الذهب الأبيض مرتفعة العيار بأنّها مقاومة للتآكل بشكلٍ أكبر من الفضّة الخالصة أو الفضّة الإسترلينية.
يعمل صائغو الذهب على تشكيل الذهب وسبائكه مع الأحجار الكريمة على هيئة مصاغٍ ذهبي من الخواتم والأساور والأطواق والأقراط وغيرها، بالإضافة إلى استخدامه في صناعة الأوسمة، كما هو الحال مثلاً في وسام كوتوزوف. يمكن أن يصاغ الذهب أيضاً على شكل خيوط، والتي تستخدم عادةً في التطريز بالذهب؛ أو على شكل صفائح لتزيين إطارات الصور أو تذهيب الكتب أو المفروشات وغير ذلك من النواحي التزيينية والتجميلية. كانت عملية التذهيب تتمّ في السابق بتحضير ملغمة الذهب، إلّا أنّ تلك العملية تتم ّفي الوقت الراهن وفق عمليّات الطلي الكهربائي، وتسمّى بشكل خاص الطلي بالذهب.
يستخدم عادةً أسلوب اللحام بالمونة (أو التنحيس) من أجل صياغة الذهب ووصل القطع عند درجات حرارة مرتفعة؛ ولكنْ إن تطلّب الأمر صنع مشغولات ذهبية ذات دمغة للعيار فينبغي مراعاة الكمّية المستخدمة في السبيكة، وكذلك نوعية المادّة المستخدمة من أجل مطابقة اللون. يصنّف لحام الذهب إلى ثلاثة مجالات من نقطة الانصهار، والتي يشار إليها سهل ومتوسّط وصعب؛ وعادةً ما يجرى المجال الصعب مرتفع نقطة الانصهار أولاًَ ثم يتبع باللحام عند النقاط الأخفض من نقطة الانصهار، ممّا يتيح لصائغي الذهب تجميع المكوّنات المعقّدة بواسطة وصلات لحام متعدّدة ومنفصلة.

### الصناعات الإلكترونية

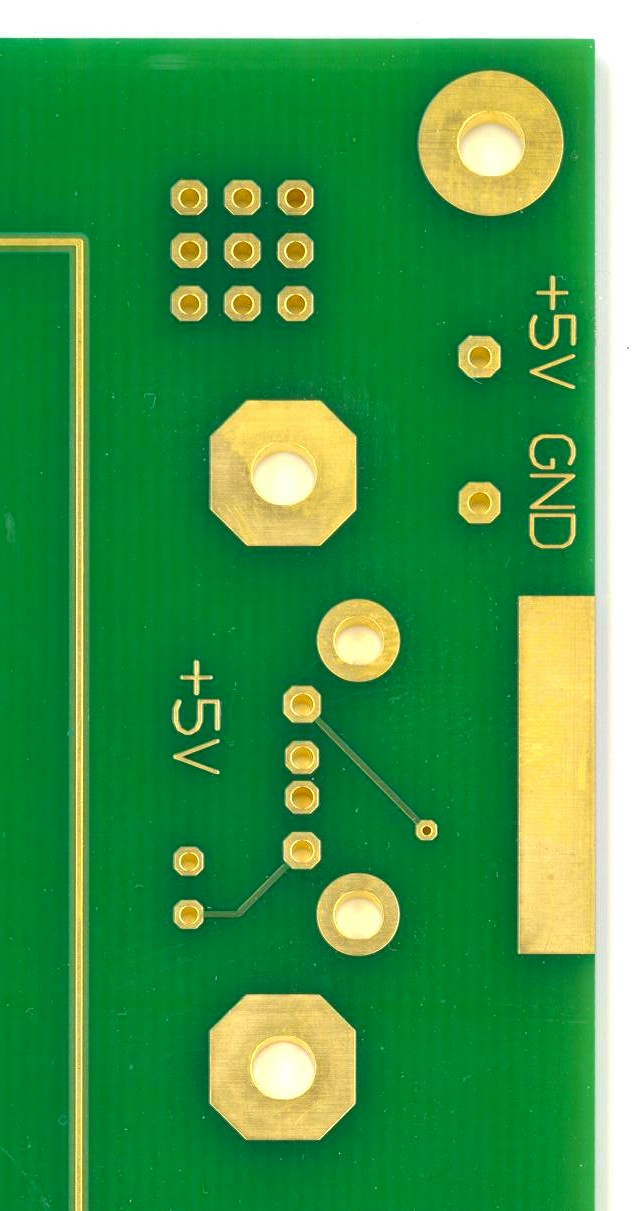
نقاط تماس مذهّبة في لوحة دارات مطبوعة.

يمتاز الذهب بموصليته الجيدة ومقاومته للأكسدة وللتآكل، وكذلك لمقاومته للكيماويات في أغلب الظروف المحيطة، ما عدا الكلور الحر. ولذلك فمن أهمّ تطبيقات الذهب في الصناعة استخدامه في إنتاج الوصلات الكهربائية غير القابلة للتآكل في الحواسيب والأجهزة الإلكترونية الأخرى. غالباً ما تستخدم الوصلات المطلية بالذهب في إنتاج الأجهزة الكهربائية مرتفعة الثمن المستخدمة في التطبيقات الخاصّة مثل الطائرات والمركبات الفضائية. كما تستخدم أسلاك الذهب الرفيعة لوصل الأجهزة شبه الموصلة (النبائط) في عمليّة تسمّى ربط الأسلاك في الدارات المتكاملة.
تعود الموصلية الكهربائية الجيّدة جدّاً للذهب إلى ارتفاع نسبة وجود الإلكترونات في الحيّز الحجمي، وهي تبلغ 5.91×1022 سم−3؛ ولا يفوقه في ارتفاع الموصلية الكهربائية من الفلزّات سوى الفضّة والنحاس، إلّا أنّه يتميّز عنهما بمقاومة التآكل، لكنّ ارتفاع ثمنه يحول دون استخدامه في أسلاك التمديد الكهربائي العادية، ولا يستخدم لذلك الغرض إلا في حالة التطبيقات الخاصّة.
يقدّر أنّ التقنيات الإلكترونية في اليابان تحوي حوالي 16% من الذهب و 22% من الفضة نسبةً للكمّية العالمية في الصناعات الإلكترونية. وفي مثال آخر، يحوي كلّ جهاز هاتف محمول حوالي 50 ميليغرام من الذهب، والتي قيمتها حوالي 50 سنت؛ ولكن باعتبار أن حوالي مليار جهاز محمول ينتج سنوياً في أرجاء العالم، فإنّ هذه الصناعة وحدها تستهلك ما قيمته 500 مليون دولار أمريكي من الذهب.

### الطبّ
إن استخدام الذهب ومركّباته لأغراض طبّية كان معروفاً منذ الزمن القديم، حيث وصف ديسقوريدوس استخدامه الطبّي في كتبه. أمّا في القرون الوسطى فكان ينظر للذهب أنه مفيد للصحّة، حتّى أنّ التعاليم الباطنية الحديثة أعطت الذهب قوّة شفائية. في القرن التاسع عشر كان الذهب يستخدم لمحاولة معالجة الاضطرابات العصبية، مثل الاكتئاب والصرع والشقيقة، بالإضافة إلى مشاكل الغدد مثل انقطاع الحيض والضعف الجنسي؛ كما جرت المحاولات لاستخدامه في معالجة الكحولية. كان التناقض بين كون الذهب من الفلزّات النبيلة النفيسة وبين السمّيّة الفعلية له غير معروف لفترة طويلة من الزمن، ممّا أدّى إلى حدوث فجوة في فهم الأثر الحقيقي للذهب فيزيولوجياً.
تستخدم سبائك الذهب في طبّ الأسنان للترميم وبناء الجسور والتيجان، إلّا أنّ شيوع فكرة الأسنان الذهبية آخذة في التضاؤل. من المعروف حالياً أنّ أملاح الذهب وكذلك نظائره المشعّة هي التي لديها أهمية علاجية، إذ أنّ الذهب الفلزّي بشكله الحرّ خامل ولا يتفاعل داخل الجسم. لبعض أملاح الذهب خواص مضادة للالتهاب، إذ استخدم في السابق أوروثيو الغلوكوز لمعالجة الالتهابات المفصلية، وحتى الوقت الحالي هناك مستحضران دوائيان يستخدمان لمعالجة التهاب المفاصل الروماتويدي وحالات مشابهة في الولايات المتّحدة وهما أوروثيومالات الصوديوم وأورانوفين. إلّا أنّ التأثيرات الجانبية لأملاح الذهب المنحلّة، إضافةً إلى سعرها المرتفع أدّى إلى الحصول على بدائل لمعالجة تلك الأنواع من الأمراض.
يضاف الذهب أو سبائكه مع البالاديوم على هيئة كسوة ناقلة (موصلة للتيار) إلى العيّنات الحيوية وإلى المواد الأخرى غير الناقلة مثل اللدائن أو الزجاج عند إظهارها في المجهر الإلكتروني الماسح. تضاف الطبقة الكاسية بواسطة الرشّ المهبطي ببلازما الآرغون؛ ولتلك الطبقة وظيفة أساسية، وهي التخفيف والتقليل من شدّة الإلكترونات في الحزمة الإلكترونية، وذلك بسبب الناقلية المرتفعة للذهب، ممّا يؤدّي إلى رفع الاستبانة الزاوية من أجل إظهار أفضل للصورة في المجهر الإلكتروني؛ بالإضافة إلى ذلك فإنّ الذهب يعدّ مصدراً للإلكترونات الثانوية.
لمستحضرات الذهب الغرواني تطبيقات في مجال الأبحاث الطبّية. يستحصل على الذهب الغرواني على شكل معلّق أحمر اللون من الجسيمات النانوية في الماء من عملية اختزال مضبوطة لكلوريد الذهب بأيونات السترات أو الأسكوربات. تستغلّ مقدرة جسيمات الذهب على امتصاص جزيئات البروتين على سطحها في تقنية التوسيم المناعي بالذهب، حيث يمكن استخدام جسيمات الذهب الغرواني المكسوّة بالأجسام المضادّة في تحديد أماكن وجود المستضدّات على سطح الخلايا؛ إذ عند أخذ رقاقة رفيعة جدّاً من النسيج الحيوي تظهر المناطق الموسومة بالذهب بالمجهر الإلكتروني على هيئة بقعٍ داكنة اللون في أماكن المستضدّات. تستخدم جسيمات الذهب النانوية أيضاً كمادّة خاملة حاملة للجسيمات الحيوية، وذلك في جهاز المدفع الجيني مثلاً.
لنظير الذهب المشعّ ذهب-198 عمر نصف مقداره 2.7 يوم، وهو يستخدم في الطبّ النووي في تشخيص بعض أنواع السرطان؛ بالإضافة إلى ذلك، تستخدم بعض معقّدات الذهب في تركيب عقاقير العلاج الكيميائي.

### الغذاء
يمكن استخدام الذهب في الغذاء، إذ له الرقم E175. بالرغم من ذلك، فقد نشرت الهيئة الأوروبية لسلامة الأغذية سنة 2016 بياناً عن إعادة تقييم فكرة وجود الذهب من ضمن الإضافات الغذائية، وذلك بناءً على مخاوف احتمالية كون جسيمات الذهب النانوية ذات سمّية جينية في خلايا الثدييات وذلك في تجارب أجريت في المختبر.
يضاف الذهب على شكل رقائق أو قشور أو مسحوق إلى وعلى بعض الأطباق الفاخرة لأغراض الزينة، وبشكل خاصّ في الحلويّات والمشروبات. تعود عادة تزيين الأطباق والأطعمة بالذهب في أوروبا إلى القرون الوسطى، وذلك كمظهر من مظاهر الغنى والترف. كمثال على ذلك، فهناك مشروب كحولي عشبي قويّ حاوٍ على رقائق ذهبية بداخله، ويسمى «غولدفاسر»، أي ماء الذهب، والذي غالباً ما ينسب إلى مدينة غدانسك. لا يوجد للذهب مذاق حسّي، وبما أنّ الذهب خامل كيميائياً ضمن جسم الإنسان، فلا توجد له أي قيمة غذائية، وهو يطرح من الجسم دون أن تطرأ عليه أيّة تغيّرات.

### متفرّقات

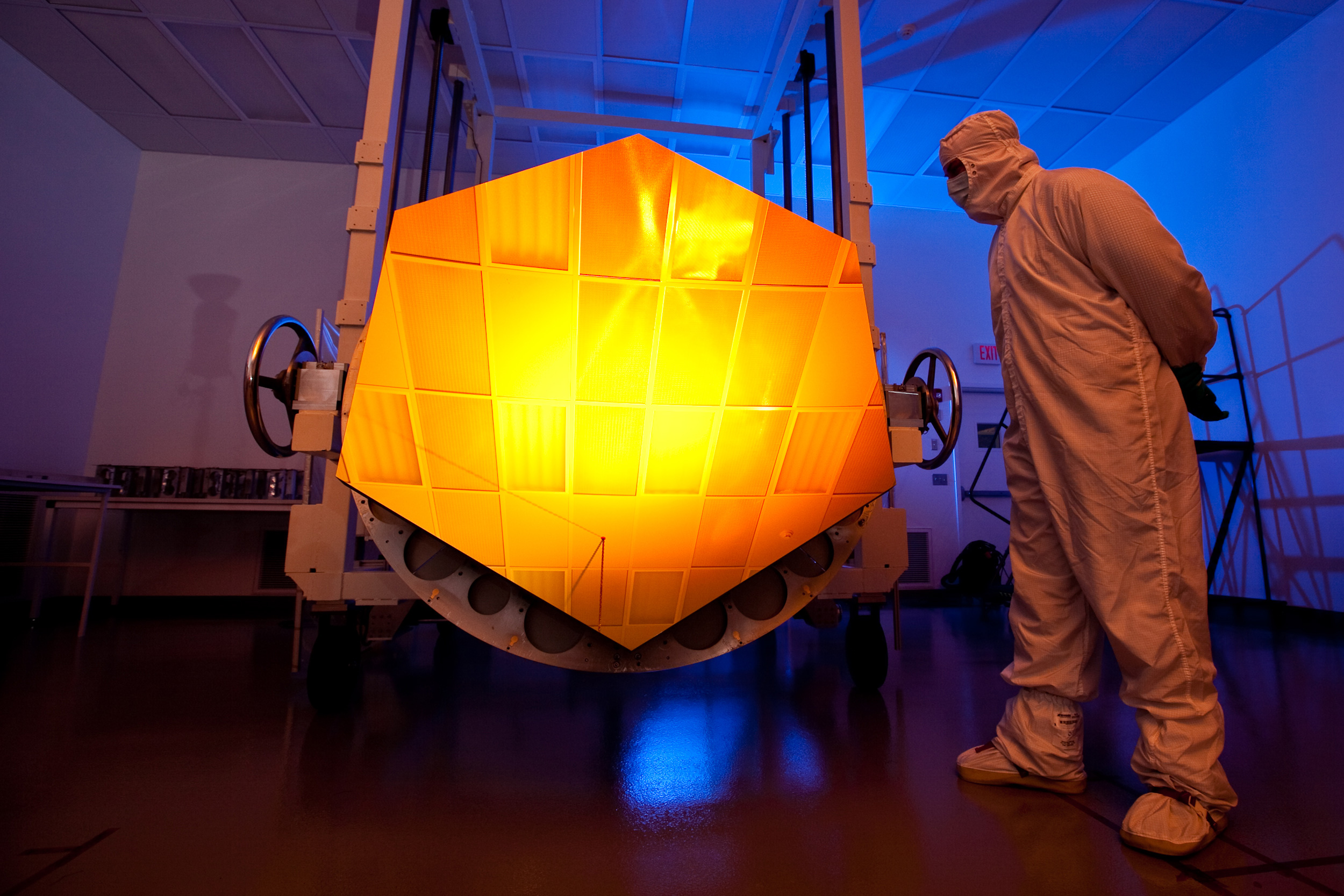
مرآة مقراب جيمس ويب الفضائي مصنوعة من الذهب لعكس الأشعّة تحت الحمراء.

يعطي الذهب لوناً داكن الحمرة إلى الزجاج، ويعرف ذلك النوع الخاص من الزجاج باسم زجاج ياقوت الذهب. كما يستخدم الذهب في التصوير الفوتوغرافي لإزاحة لون طبعات بروميد الفضة من الأبيض والأسود إلى درجات البنّي.
بسبب عكسه الجيّد للإشعاع الكهرومغناطيسي مثل الأشعّة تحت الحمراء (يعكس الذهب 98% من الأشعّة تحت الحمراء ذات طول موجة > 700 نانومتر) فإنّ الذهب يستخدم في صناعة الطبقات العاكسة في التجهيزات الفضائية مثل المقاريب (التلسكوبات) والسواتل (الأقمار الاصطناعية)، بالإضافة إلى استخدامه في صنع واقيات الوجه في بذلات الفضاء. كما يدخل الذهب في تركيب واجهات بعض أنواع الطائرات وذلك إمّا كطبقة عاكسة كما هو الحال في طائرة نورثروب غرومان EA-6B براولر؛ أو من أجل إزالة الجليد، إذ أنّ الطبقات الرقيقة من الذهب شبه شفّافة وناقلة للكهرباء، بالتالي عند تمرير تيّار عبرها تسخن بحيث تمنع تشكّل الجليد عليها.
يستخدم الذهب أيضاً في عمليّات الطلي الكهربائي على شكل معقّد مع السيانيد؛ في حين أنّ جسيمات الذهب النانوية لها تطبيقات في التحفيز غير المتجانس في الصناعة.

## في الحياة والثقافة العامّة

### في الأديان

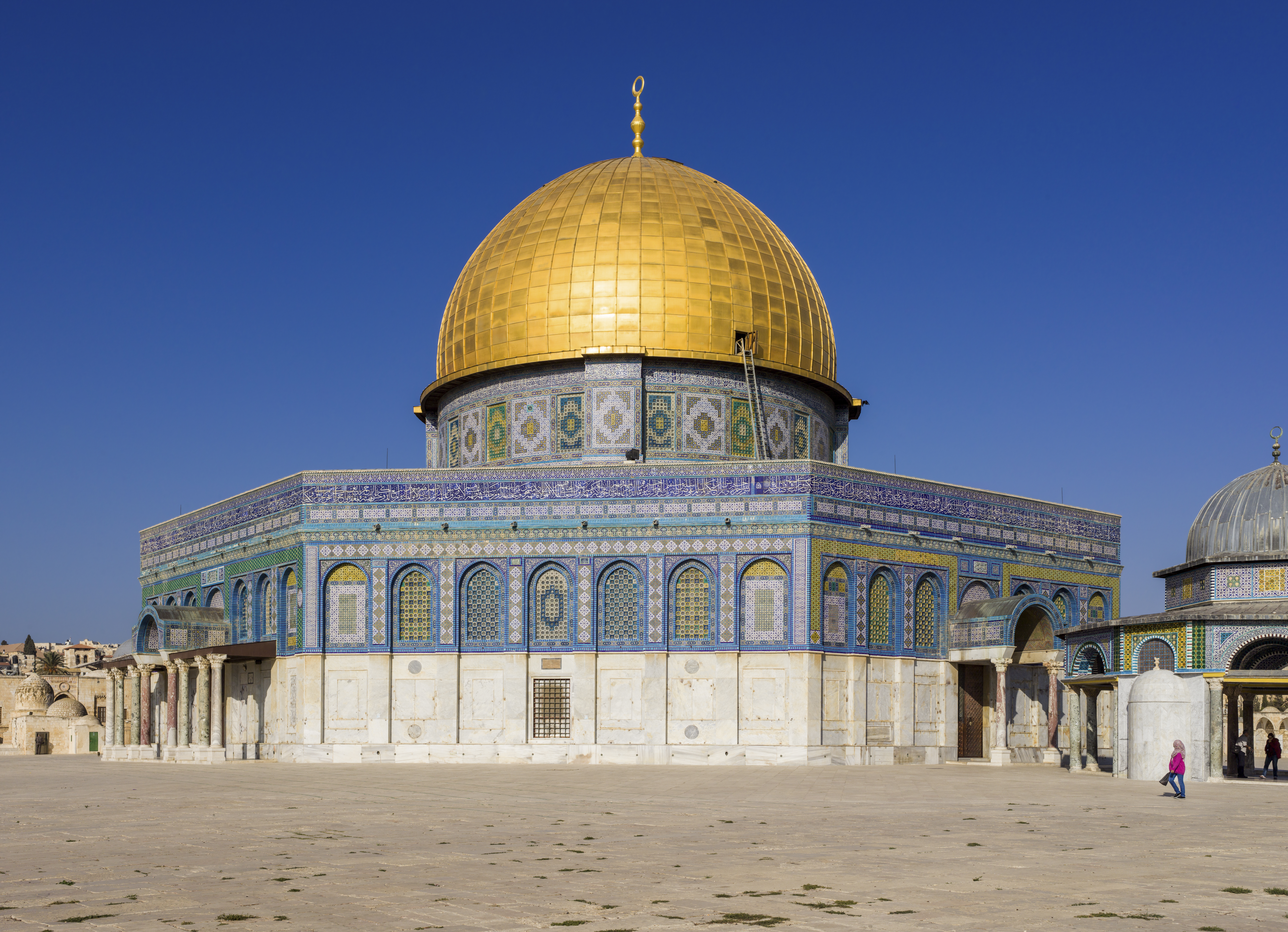
قبة الصخرة مكسوّة بألواح الذهب.

ورد ذكر الذهب في العهد القديم في أكثر من موضع، من بينها قصّة عجل الذهب ومينوراه (الشمعدان الذهبي) والتابوت الذهبي؛ أمّا في العهد الجديد فورد ذكره ضمن هدايا المجوس في إنجيل متّى، وفي سفر رؤيا يوحنّا ورد في وصف مدينة «أورشليم الجديدة» كيف أنّ «شوارعها مصنوعة من الذهب الخالص». وفي القرآن، ورد ذكر الذهب ثمان مرّات، للإشارة إلى اكتناز الثروة في الحياة الدنيا أو في وصف مقتنيات أهل الجنّة في الحياة الآخرة.
استخدم الذهب على مرّ التاريخ في الزخرفة المعمارية لأماكن العبادة. فنجد قبّة الصخرة مكسوّةً بألواح رقيقة من الذهب وخيوط ذهبية لتزيين كسوة الكعبة المشرّفة، وكذلك في معبد هارمندير صاحب السيخي المعروف باسم المعبد الذهبي، وأيضاً في معبد وات برا كايو ذي الأهمّية عند البوذيين في تايلند، حيث تكثر التماثيل الذهبية، واستخدام الذهب في كسوة البناء. وعادةً ما ترسم هالات الأيقونات في كنائس المسيحية الشرقية باللون الذهبي.
في عقيدة المسلمين، يحرّم على الرجال ارتداء الذهب ويباح للنساء؛ كما أنّ نصاب زكاة الذهب يقدّر بحوالي عشرين مثقالاً، وهو ما يعادل 85 غراماً.

### في الثقافة
عادةً ما تكرّم الإنجازات بالذهب، وذاك إن كان على شكل ميدالية أو كأس أو مصوغات أخرى. ينال الفائزون بالمركز الأول في بطولات الألعاب الأولمبية المختلفة مثلاً على الميداليات الذهبية، ثم تليها بالترتيب الميداليات الفضية ثمّ البرونزية. لا يقتصر منح الجوائز الذهبية للفائزين في مجال الرياضة فحسب، بل يتعدّى الأمر إلى مختلف جوانب الحياة مثل جائزة نوبل في مجال العلوم، أو جائزة الأوسكار وجائزة الغولدن غلوب وجائزة إيمي والسعفة الذهبية وغيرها في مجال الفنّ على سبيل المثال.
عمد أرسطو أثناء صياغته لفلسفته الأخلاقية على استخدام ترميز الذهب لوصف أفضل السبل فيما يعرف باسم المتوسّط الذهبي للفضائل، وهو اعتماد النهج الوسطي بلا إفراط أو تفريط. كما يترافق استخدام ترميز الذهب لوصف الكمال وغاية الإتقان، ومن ذلك أتى استخدام وصف القاعدة الذهبية أو النسبة الذهبية؛ كما يستخدم وصف الذهبي للتعبير عن النجاح والتفوق والازدهار، فيقال السنوات الذهبية أو العصر الذهبي. يستخدم أيضاً تعبير اليوبيل الذهبي عند مرور خمسين سنة على احتفالية معيّنة، مثل ذكرى الزفاف.
يرتبط الذهب بشكل عام بمظاهر الزواج والحياة الزوجية، ففي مرحلة الخطوبة وقبول المرأة بالزواج فعادةً ما تقدّم أطقم الذهب ضمن المهر في المجتمعات العربية، ويطلق على الحليّ الذهبية أسماء مختلفة حسب البلد والثقافة وحسب مكان استخدامها على جسد المرأة. وفي الكثير من الثقافات عادةً ما يكون خاتم الزواج مصنوعاً من الذهب؛ ولذلك دلالة على علاقة الزواج المنعقدة، إذ أنّه يدوم طويلاً دون أن يطرأ عليه تغيّر مع مرور الوقت.

### في اللغة
في اللغة العربية
ورد في التراث العربي عن أصل تسمية الذهب ذهباً لأنه يذهب ولا يبقى، وهو قول ينسب إلى نفطويه. من أسماء الذهب في اللغة العربية: العَسْجَد والخالِص والزُّخْرُف؛  وكذلك التِّبْر والإبْريز والعِيقان؛ وقد جمع أحدهم بعضها في أبيات من الشعر.
وقد كثر ورود الذهب في التراث العربي والإسلامي من الشعر والأمثال وغيرها. فعلى سبيل المثال، يقال عن الحديث عند رصانته أنّه «كلام من ذهب» أو «يكتب بماء الذهب»، ومن الأمثال المشهورة «ليس كلُّ ما يلمع ذهبا»، و«إذا كان الكلام من فضّة فالسكوت من ذهب».
في اللغات الأجنبية
كلمة Gold ذات لفظ متقارب في اللغات الجرمانية مثل اللغة الإنجليزية واللغة الألمانية، وهي مشتقّة من الجرمانية البدائية gulþą، والمشتقّة بدورها من اللغة الهندية الأوروبية البدائية ǵʰelh₃ بمعنى يلمع أو يَبرُق أو اللون الأصفر.
أمّا في اللغات الرومنسية فتعود أصول ألفاظ الذهب في اللغات الموافقة إلى الكلمة اللاتينية aurum، والتي منها اشتق الرمز الكيميائي للذهب Au. تجدر الإشارة إلى أن كلمة aurum ذات أصل وجذر مشترك مع كلمة Aurora (شفق قطبي)، وهو h₂éu̯sōs بمعنى الفجر؛ ولذلك فإنّ بعض المنشورات العلمية تذكر أنّ معنى كلمة aurum هو «الفجر الساطع».

### في الأدب
تضمّنت عناوين مؤلّفات الكتب في التراث العربي الذهب وأسماءه، مثل كتاب «شرح شذور الذهب في معرفة كلام العرب» وهو كتاب في النحو مؤلّفه ابن هشام الأنصاري في القرن الثامن للهجرة، و«شذرات الذهب في أخبار من ذهب»، وهو كتاب من كتب التاريخ، ألّفه الفقيه والمؤرّخ ابن العماد الحنبلي في القرن الحادي عشر للهجرة. وكتاب «تخليص الإبريز في تلخيص باريز» للكاتب رفاعة الطهطاوي.
يكثر ورود الذهب في الأساطير الغربية والحكايا الرمزية، وغالباً كدافع للجشع، مثلما هو الحال في قصّة رامبيل ستيلتسكين، الذي كان يحوّل القشّ إلى ذهب مقابل الحصول على طفل ابنة الفلاح، أو في قصّة جاك وشجرة الفاصولياء حيث محاولة سرقة الدجاجة التي تضع بيضاً من ذهب. من منظور آخر سخر الكاتب توماس مور في قصّته يوتوبيا من استخدام الذهب كرمز للثروة والمكانة الاجتماعية، إذ صوّر في كتابه مدينة خيالية يكون فيها الذهب فائضاً لدرجة أصبح فيها غير ذي قيمة، فكانت تصنع منه قيود العبيد ومستلزمات المائدة حتى المراحيض؛ وعندما أتى سفراء الدول الأخرى متحلّين بالأوسمة والزينة الذهبية إلى الجزيرة لم يدرك السكّان أنهم من الطبقة الرفيعة بل ظنّوهم من طبقة الخدم.

### باللغة العربية
1. ↑  “مانسا موسى” و “الماندينكا” واكتشاف أمريكا - موقع تاريخ الأندلس نسخة محفوظة 14 يوليو 2018 على موقع واي باك مشين.
2. ↑  محمود شاكر (1411 هـ - 1991م). التاريخ الإسلامي العهد الأموي (الطبعة السادسة). بيروت - لبنان. المكتب الإسلامي صفحة 195
3. ↑  صالح الكرباسي. "كم مرة ذكرت كلمة الذهب في القرآن الكريم ؟". مركز الإشعاع الإسلامي للدراسات والبحوث الإسلامية. مؤرشف من الأصل في 26 سبتمبر 2018. اطلع عليه بتاريخ 2008. {{استشهاد ويب}}: تحقق من التاريخ في: |تاريخ الوصول= (مساعدة)
4. ↑  ظافر بن حسن آل جَبعان. "كيف نخرج زكاة الذهب والفضة اليوم؟". موقع صيد الفوائد. مؤرشف من الأصل في 25 يوليو 2018. اطلع عليه بتاريخ 2018. {{استشهاد ويب}}: تحقق من التاريخ في: |تاريخ الوصول= (مساعدة)
5. ↑  حمود الضويحي. "صياغة الذهب.. من دقة الصائغ إلى أشهر المصانع العالمية". صحيفة الرياض. مؤرشف من الأصل في 20 أكتوبر 2018. اطلع عليه بتاريخ 2018. {{استشهاد ويب}}: تحقق من التاريخ في: |تاريخ الوصول= (مساعدة)
6. ↑  خديجة الكثيري. "الذهب.. رداء المرأة الإماراتية من المهد إلى الأعراس". صحيفة الاتحاد. مؤرشف من الأصل في 14 يوليو 2018. اطلع عليه بتاريخ 2018. {{استشهاد ويب}}: تحقق من التاريخ في: |تاريخ الوصول= (مساعدة)
7. ↑  أحمد بن مصطفى الدمشقي اللبابيدي. "أسماء الذهب في كتاب اللطائف في اللغة، معجم أسماء الأشياء". المكتبة الشاملة. مؤرشف من الأصل في 17 أكتوبر 2018. اطلع عليه بتاريخ 2018. {{استشهاد ويب}}: تحقق من التاريخ في: |تاريخ الوصول= (مساعدة)
8. ↑  صلاح عبد الستار محمد الشهاوي. "الذهب في التراث العربي والإسلامي". مجلة الداعي الشهرية الصادرة عن دار العلوم ديوبند، محرم – صفر 1437 هـ = أكتوبر – ديسمبر 2015م، العدد : 1- 2، السنة : 40. مؤرشف من الأصل في 14 يوليو 2018. اطلع عليه بتاريخ 2018. {{استشهاد ويب}}: تحقق من التاريخ في: |تاريخ الوصول= (مساعدة)

### بلغات أجنبية
1. 1 2  Wickleder، Mathias S. (2007). Devillanova، Francesco A. (المحرر). Handbook of chalcogen chemistry: new perspectives in sulfur, selenium and tellurium. Royal Society of Chemistry. ص. 359–361. ISBN:0-85404-366-7. مؤرشف من الأصل في 2020-03-01. {{استشهاد بكتاب}}: |archive-date= / |archive-url= timestamp mismatch (مساعدة)
2. 1 2  Mandaro، Laura (17 يناير 2008). "China now world's largest gold producer; foreign miners at door". MarketWatch. مؤرشف من الأصل في 2019-05-05. اطلع عليه بتاريخ 2009-04-05.
3. ↑  Earth's Gold Came from Colliding Dead Stars Release No.: 2013–19 نسخة محفوظة 24 نوفمبر 2014 على موقع واي باك مشين.
4. ↑  Mark Duckenfield (2016). The Monetary History of Gold: A Documentary History, 1660-1999. Routledge. ص. 4. مؤرشف من الأصل في 2020-01-26. Its scarcity makes it a useful store of value; however, its relative rarity reduced its utility as a currency, especially for transactions in small denominations.
5. ↑  Susan M. Pearce (1993). Museums, Objects, and Collections: A Cultural Study. Smithsonian Books. ص. 53. مؤرشف من الأصل في 2020-03-01.
6. ↑  "Supply". مؤرشف من الأصل في 2017-06-29. اطلع عليه بتاريخ 2016-12-26.
7. 1 2 3  "U.S. Geological Survey, Mineral Commodity Summaries, January 2016" (PDF). USGS. 2016. مؤرشف من الأصل (PDF) في 2019-04-12. اطلع عليه بتاريخ 2016-12-30.
8. 1 2 3  Soos، Andy (6 يناير 2011). "Gold Mining Boom Increasing Mercury Pollution Risk". Advanced Media Solutions, Inc. Oilprice.com. مؤرشف من الأصل في 2019-05-03. اطلع عليه بتاريخ 2011-03-26.
9. ↑  Gopher، A.؛ Tsuk، T.؛ Shalev، S.؛ Gophna، R. (أغسطس–أكتوبر 1990). "Earliest Gold Artifacts in the Levant". Current Anthropology. ج. 31 ع. 4: 436–443. DOI:10.1086/203868. ISSN:0011-3204. JSTOR:2743275. {{استشهاد بدورية محكمة}}: تجاهل المحلل الوسيط |last-author-amp= لأنه غير معروف، ويقترح استخدام |name-list-style= (مساعدة)
10. ↑  Tom Higham (2007). "New perspectives on the Varna cemetery (Bulgaria) – AMS dates and social implications". Antiquity Journal. ج. 81 ع. 313: 640–654.
11. 1 2 3  La Niece، Susan (senior metallurgist in the British Museum Department of Conservation and Scientific Research) (15 ديسمبر 2009). Gold. Harvard University Press. ص. 10. ISBN:0-674-03590-9. مؤرشف من الأصل في 2020-03-01. اطلع عليه بتاريخ 2012-04-10. {{استشهاد بكتاب}}: |archive-date= / |archive-url= timestamp mismatch (مساعدة)
12. ↑  Svend Hansen: Gold und Silber in der Maikop-Kultur. In: Metalle der Macht – Frühes Gold und Silber. Abstracts des 6. Mitteldeutschen Archäologentages, 17. bis 19. Oktober 2013. (PDF)(بالألمانية)
. نسخة محفوظة 24 أكتوبر 2016 على موقع واي باك مشين.
13. ↑  Walter L. Pohl, Economic Geology Principles and Practice 2011, p208
14. ↑  Montserrat، Dominic (21 فبراير 2003). Akhenaten: History, Fantasy and Ancient Egypt. ISBN:978-0-415-30186-2. مؤرشف من الأصل في 2017-03-23.
15. 1 2 3  الثعلبي. "الكشف والبيان عن تفسير القرآن". الموسوعة الشاملة. مؤرشف من الأصل في 14 يوليو 2018. اطلع عليه بتاريخ 2018. {{استشهاد ويب}}: تحقق من التاريخ في: |تاريخ الوصول= (مساعدة)
16. ↑  Alfred Grimm, Sylvia Schoske: Das Geheimnis des goldenen Sarges: Echnaton und das Ende der Amarnazeit. München 2001.(بالألمانية)
17. ↑  Moran, William L., 1987, 1992. The Amarna Letters, pp. 43-46.
18. ↑  Moran, William L. 1987, 1992. The Amarna Letters. EA 245, "To the Queen Mother: Some Missing Gold Statues", pp. 84-86.
19. ↑  Article, Britannica, Accessed 2017-May-18 نسخة محفوظة 12 يوليو 2018 على موقع واي باك مشين.
20. ↑  Dodson, Aidan and Hilton, Dyan. The Complete Royal Families of Ancient Egypt. Thames & Hudson. 2004. (ردمك 0-500-05128-3)
21. 1 2  "How much gold has been mined?". World Gold Council. مؤرشف من الأصل في 2018-09-29.
22. 1 2  "أثري مصري: المصريون القدماء عرفوا الحلي منذ عصر ما قبل التاريخ". صحيفة الشرق الأوسط. مؤرشف من الأصل في 06 مايو 2017. اطلع عليه بتاريخ 2018. {{استشهاد ويب}}: تحقق من التاريخ في: |تاريخ الوصول= (مساعدة)
23. 1 2 3  "A Case for the World's Oldest Coin: Lydian Lion". Rg.ancients.info. 2 أكتوبر 2003. مؤرشف من الأصل في 2018-10-13. اطلع عليه بتاريخ 2013-10-27.
24. 1 2  "The top ten deepest mines in the world". mining-technology. 11 SEPTEMBER 2013. مؤرشف من الأصل في 25 أبريل 2019. {{استشهاد ويب}}: تحقق من التاريخ في: |تاريخ= (مساعدة)
25. ↑  "Kingdom of Mali – Primary Source Documents". African studies Center. Boston University. مؤرشف من الأصل في 2015-11-24. اطلع عليه بتاريخ 2012-01-30.
26. ↑  Bernstein، Peter L. (2004). The Power of Gold: The History of an Obsession. John Wiley & Sons. ص. 1. ISBN:978-0-471-43659-1. مؤرشف من الأصل في 2017-03-23.
27. ↑  Berdan,، Frances؛ Anawalt، Patricia Rieff (1992). The Codex Mendoza. University of California Press. ج. 2. ص. 151. ISBN:978-0-520-06234-4.{{استشهاد بكتاب}}:  صيانة الاستشهاد: علامات ترقيم زائدة (link)
28. ↑  Moore، Mark A. (2006). "Reed Gold Mine State Historic Site". North Carolina Office of Archives and History. مؤرشف من الأصل في 2018-10-10. اطلع عليه بتاريخ 2008-12-13.
29. ↑  Garvey، Jane A. (2006). "Road to adventure". Georgia Magazine. مؤرشف من الأصل في 2007-03-02. اطلع عليه بتاريخ 2007-01-23.
30. ↑  "Earth's Gold Came from Colliding Dead Stars". David A. Aguilar & Christine Pulliam. cfa.harvard.edu. 17 يوليو 2013. مؤرشف من الأصل في 2019-05-02. اطلع عليه بتاريخ 2018-02-18.
31. ↑  Seeger، Philip A.؛ Fowler، William A.؛ Clayton، Donald D. (1965). "Nucleosynthesis of Heavy Elements by Neutron Capture". The Astrophysical Journal Supplement Series. ج. 11: 121. Bibcode:1965ApJS...11..121S. DOI:10.1086/190111.
32. ↑  Willbold، Matthias؛ Elliott، Tim؛ Moorbath، Stephen (2011). "The tungsten isotopic composition of the Earth's mantle before the terminal bombardment". Nature. ج. 477 ع. 7363: 195–8. Bibcode:2011Natur.477..195W. DOI:10.1038/nature10399. PMID:21901010.
33. ↑  Battison، Leila (8 سبتمبر 2011). "Meteorites delivered gold to Earth". BBC. مؤرشف من الأصل في 2019-05-20.
34. ↑  "Supernovas & Supernova Remnants". Chandra X-ray Observatory. مؤرشف من الأصل في 2018-10-06. اطلع عليه بتاريخ 2014-02-28.
35. ↑  Berger، E.؛ Fong، W.؛ Chornock، R. (2013). "An r-process Kilonova Associated with the Short-hard GRB 130603B". The Astrophysical Journal Letters. ج. 774 ع. 2: 4. arXiv:1306.3960. Bibcode:2013ApJ...774L..23B. DOI:10.1088/2041-8205/774/2/L23.
36. ↑  Rosswog، Stephan (29 أغسطس 2013). "Astrophysics: Radioactive glow as a smoking gun". Nature. ج. 500: 535–536. Bibcode:2013Natur.500..535R. DOI:10.1038/500535a. PMID:23985867.
37. ↑  "LIGO and Virgo make first detection of gravitational waves produced by colliding neutron stars" (PDF). LIGO & Virgo collaborations. 16 أكتوبر 2017. مؤرشف من الأصل (PDF) في 2018-10-09. اطلع عليه بتاريخ 2018-02-15.
38. ↑  "Mangalisa Project". Superior Mining International Corporation. مؤرشف من الأصل في 2018-10-12. اطلع عليه بتاريخ 2014-12-29.
39. ↑  Therriault، A. M.؛ Grieve، R. A. F.؛ Reimold، W. U. (1997). "Original size of the Vredefort Structure: Implications for the geological evolution of the Witwatersrand Basin". Meteoritics. ج. 32: 71–77. Bibcode:1997M&PS...32...71T. DOI:10.1111/j.1945-5100.1997.tb01242.x. {{استشهاد بدورية محكمة}}: تجاهل المحلل الوسيط |last-author-amp= لأنه غير معروف، ويقترح استخدام |name-list-style= (مساعدة)
40. ↑  Meteor craters may hold untapped wealth. Cosmos Magazine (28 July 2008). Retrieved on 12 September 2013. نسخة محفوظة 24 مارس 2020 على موقع واي باك مشين.
41. ↑  Corner، B.؛ Durrheim، R. J.؛ Nicolaysen، L. O. (1990). "Relationships between the Vredefort structure and the Witwatersrand basin within the tectonic framework of the Kaapvaal craton as interpreted from regional gravity and aeromagnetic data". Tectonophysics. ج. 171: 49–61. Bibcode:1990Tectp.171...49C. DOI:10.1016/0040-1951(90)90089-Q.
42. 1 2  McCarthy, T., Rubridge, B. (2005). ‘’The Story of Earth and Life.’’ p. 89–90, 102–107, 134–136. Struik Publishers, Cape Town
43. 1 2  Norman, N., Whitfield, G. (2006) ‘’Geological Journeys’’. p. 38–49, 60–61. Struik Publishers, Cape Town.
44. ↑  UGR University of Grenada via Science Daily, November 21, 2017. Retrieved March 27, 2018. نسخة محفوظة 14 يوليو 2018 على موقع واي باك مشين.
45. ↑  David R. Lide (Hrsg.): CRC Handbook of Chemistry and Physics. 90. Edition. CRC Press/Taylor and Francis, Boca Raton, FL, Geophysics, Astronomy, and Acoustics; Abundance of Elements in the Earth’s Crust and in the Sea, pg. 14-18
46. ↑  قائمة بأماكن مناجم الذهب وفق Mineralienatlas و Mindat نسخة محفوظة 14 يوليو 2018 على موقع واي باك مشين.
47. ↑  Heike, Brian. "Formation of Lode Gold Deposits". arizonagoldprospectors.com. مؤرشف من الأصل في 22 January 2013. {{استشهاد ويب}}: الوسيط |حالة المسار=unknown غير صالح (مساعدة)
48. ↑  Webmineral – Mineral Species sorted by the element Au (Gold) نسخة محفوظة 29 يونيو 2017 على موقع واي باك مشين.
49. ↑  Kenison Falkner، K.؛ Edmond، J. (1990). "Gold in seawater". Earth and Planetary Science Letters. ج. 98 ع. 2: 208–221. Bibcode:1990E&PSL..98..208K. DOI:10.1016/0012-821X(90)90060-B.
50. ↑  Plazak, Dan A Hole in the Ground with a Liar at the Top (Salt Lake: Univ. of Utah Press, 2006) (ردمك 0-87480-840-5) (contains a chapter on gold-from seawater swindles)
51. ↑  Haber، F. (1927). "Das Gold im Meerwasser". Zeitschrift für Angewandte Chemie. ج. 40 ع. 11: 303–314. DOI:10.1002/ange.19270401103.
52. ↑  McHugh، J. B. (1988). "Concentration of gold in natural waters". Journal of Geochemical Exploration. ج. 30 ع. 1–3: 85–94. DOI:10.1016/0375-6742(88)90051-9.
53. ↑  "Yearly Gold Production in metric tonnes (1900–2004)". Goldsheet Mining Directory. مؤرشف من الأصل في 2006-06-12. اطلع عليه بتاريخ 2006-07-22.
54. ↑  United States Geological Survey: World Mine Production and Reserves January 2017 نسخة محفوظة 13 مايو 2017 على موقع واي باك مشين.
55. ↑  O'Connell، Rhona (13 أبريل 2007). "Gold mine production costs up by 17% in 2006 while output fell". مؤرشف من الأصل في 2014-10-06.
56. ↑  Beinhoff، Christian. "Removal of Barriers to the Abatement of Global Mercury Pollution from Artisanal Gold Mining" (PDF). مؤرشف من الأصل (PDF) في 26 يناير 2016. اطلع عليه بتاريخ 29 ديسمبر 2014. {{استشهاد بدورية محكمة}}: الاستشهاد بدورية محكمة يطلب |دورية محكمة= (مساعدة)
57. ↑  Goldsuche extrem: Südafrikaner wollen 5000 Meter runter. goldreporter.de.(بالألمانية)
 نسخة محفوظة 14 يوليو 2018 على موقع واي باك مشين.
58. ↑  H. E. Frimmel: Earth’s continental crustal gold endowment: Earth Planet. In: Sci. Letters. 267, 2008, S. 45–55.
59. 1 2  Truswell, J.F. (1977). ‘’The Geological Evolution of South Africa’’. pp. 21–28. Purnell, Cape Town.
60. ↑  W. E. L. Minter, M. Goedhart, J. Knight, H. E. Frimmel: Morphology of Witwatersrand gold grains from the Basal Reef; evidence for their detrital origin. In: Economic Geology. April 1993, Band 88, Nr. 2, S. 237–248 doi:10.2113/gsecongeo.88.2.237.
61. ↑  Hartwig E. Frimmel, W. E. Lawrie Minter, John Chesley, Jason Kirk, Joaquin Ruiz: Short-range gold mobilisation in palaeoplacer deposits. In: Mineral Deposit Research: Meeting the Global Challenge. 2005, S. 953–956, دُوِي:10.1007/3-540-27946-6_243.
62. ↑  Shannon Venable: Gold: A Cultural Encyclopedia. ABC-CLIO, 2011, ISBN 978-0-313-38431-8, S. 118.
63. ↑  H. Okamoto, T. B. Massalski: The Au-Hg (Gold Mercury) System. In: Bulletin of Alloy Phase Diagrams. 1989, doi:10.1007/BF02882176.
64. ↑  gold extraction, geology.com نسخة محفوظة 04 يونيو 2014 على موقع واي باك مشين.
65. ↑  Peter W. U. Appel, Leoncio Na-Oy (2012). "The Borax Method of Gold Extraction for Small-Scale Miners". Journal of Health and Pollution. ج. 2 ع. 3. DOI:2156-9614-2.3.5. {{استشهاد بدورية محكمة}}: تأكد من صحة قيمة |doi= (مساعدة)
66. 1 2  John O. Marsden, C. Iain House: The Chemistry of Gold Extraction. 2. Auflage. Society for Mining, Metallurgy and Exploration, ISBN 978-0-87335-240-6, S. 455. . نسخة محفوظة 03 أبريل 2015 على موقع واي باك مشين.
67. ↑  Borax replacing mercury in small-scale mining pdf-Datei. [وصلة مكسورة] نسخة محفوظة 04 أبريل 2018 على موقع واي باك مشين.
68. ↑  Walter A. Franke: Quick assays in mineral identification A guide to experiments for mineral collectors and geoscientists in field work. (pdf-Datei, englisch). نسخة محفوظة 23 أكتوبر 2016 على موقع واي باك مشين.
69. ↑  Noyes، Robert (1993). Pollution prevention technology handbook. William Andrew. ص. 342. ISBN:0-8155-1311-9. مؤرشف من الأصل في 2020-03-01.
70. ↑  Pletcher، Derek؛ Walsh، Frank (1990). Industrial electrochemistry. Springer. ص. 244. ISBN:0-412-30410-4. مؤرشف من الأصل في 2020-03-01. {{استشهاد بكتاب}}: |archive-date= / |archive-url= timestamp mismatch (مساعدة) وتجاهل المحلل الوسيط |last-author-amp= لأنه غير معروف، ويقترح استخدام |name-list-style= (مساعدة)
71. ↑  Marczenko، Zygmunt؛ María، Balcerzak, (2000). Separation, preconcentration, and spectrophotometry in inorganic analysis. Elsevier. ص. 210. ISBN:0-444-50524-5. مؤرشف من الأصل في 2020-03-01. {{استشهاد بكتاب}}: |archive-date= / |archive-url= timestamp mismatch (مساعدة) وتجاهل المحلل الوسيط |last-author-amp= لأنه غير معروف، ويقترح استخدام |name-list-style= (مساعدة)صيانة الاستشهاد: أسماء متعددة: قائمة المؤلفين (link) صيانة الاستشهاد: علامات ترقيم زائدة (link)
72. ↑  Abdul-Wahab، Sabah Ahmed؛ Ameer، Marikar, Fouzul (24 أكتوبر 2011). "The environmental impact of gold mines: pollution by heavy metals". Central European Journal of Engineering. ج. 2 ع. 2: 304–313. Bibcode:2012CEJE....2..304A. DOI:10.2478/s13531-011-0052-3.{{استشهاد بدورية محكمة}}:  صيانة الاستشهاد: أسماء متعددة: قائمة المؤلفين (link)
73. ↑  Summit declaration, Peoples' Gold summit, San Juan Ridge, California in June 1999. Scribd.com (22 February 2012). Retrieved on 4 May 2012. نسخة محفوظة 25 مارس 2020 على موقع واي باك مشين.
74. ↑  Death of a river. BBC News (15 February 2000). Retrieved on 4 May 2012. نسخة محفوظة 22 يوليو 2018 على موقع واي باك مشين.
75. ↑  Cyanide spill second only to Chernobyl. Abc.net.au. 11 February 2000. Retrieved on 4 May 2012. نسخة محفوظة 25 مايو 2017 على موقع واي باك مشين.
76. ↑  Cyanide spills from gold mine compared to Chernobyls nuclear disaster. Deseretnews.com (14 February 2000). Retrieved on 4 May 2012. نسخة محفوظة 14 يوليو 2018 على موقع واي باك مشين.
77. ↑  Behind gold's glitter, torn lands and pointed questions, New York Times, 24 October 2005 نسخة محفوظة 25 مارس 2020 على موقع واي باك مشين.
78. ↑  "Pollution from Artisanal Gold Mining, Blacksmith Institute Report 2012" (PDF). مؤرشف من الأصل (PDF) في 2017-05-25. اطلع عليه بتاريخ 2015-09-22.
79. ↑  Norgate، Terry؛ Haque، Nawshad (2012). "Using life cycle assessment to evaluate some environmental impacts of gold". Journal of Cleaner Production. 29–30: 53–63. DOI:10.1016/j.jclepro.2012.01.042.
80. ↑  Krematorien beraten über Zahngold, ORF.at, 4. September 2013.(بالألمانية)
 "نسخة مؤرشفة". مؤرشف من الأصل في 2018-07-14. اطلع عليه بتاريخ 2018-07-14.{{استشهاد ويب}}:  صيانة الاستشهاد: BOT: original URL status unknown (link)
81. ↑  Jan Dönges. "Klärschlamm enthält Gold für Millionen von Euro". Spektrum der Wissenschaft online. مؤرشف من الأصل في 2017-09-29. اطلع عليه بتاريخ 2016-11-05.(بالألمانية)
82. ↑  Güsel ist Gold wert – Die KEZO ist das «Mekka des Schweizer Metallrecycling». In: srf.ch, 30. Januar 2018.(بالألمانية)
 نسخة محفوظة 14 يوليو 2018 على موقع واي باك مشين.
83. ↑  Miethe، A. (1924). "Der Zerfall des Quecksilberatoms". Die Naturwissenschaften. ج. 12 ع. 29: 597–598. Bibcode:1924NW.....12..597M. DOI:10.1007/BF01505547.
84. ↑  Sherr، R.؛ Bainbridge، K. T.؛ Anderson، H. H. (1941). "Transmutation of Mercury by Fast Neutrons". Physical Review. ج. 60 ع. 7: 473–479. Bibcode:1941PhRv...60..473S. DOI:10.1103/PhysRev.60.473. {{استشهاد بدورية محكمة}}: تجاهل المحلل الوسيط |last-author-amp= لأنه غير معروف، ويقترح استخدام |name-list-style= (مساعدة)
85. ↑  "Nudat 2". National Nuclear Data Center. مؤرشف من الأصل في 2019-05-13. اطلع عليه بتاريخ 2012-04-12.
86. 1 2  Audi، G.؛ Bersillon، O.؛ Blachot، J.؛ Wapstra، A. H. (2003). "The NUBASE Evaluation of Nuclear and Decay Properties". Nuclear Physics A. Atomic Mass Data Center. ج. 729: 3–128. Bibcode:2003NuPhA.729....3A. DOI:10.1016/j.nuclphysa.2003.11.001. مؤرشف من الأصل في 2019-04-02.
87. ↑  John W. Anthony, Richard A. Bideaux, Kenneth W. Bladh, Monte C. Nichols (2001)، Handbook of Mineralogy, Mineralogical Society of America (PDF)، مؤرشف من الأصل (PDF) في 2016-10-13{{استشهاد}}:  صيانة الاستشهاد: أسماء متعددة: قائمة المؤلفين (link)
88. ↑  Mallan، Lloyd (1971). Suiting up for space: the evolution of the space suit. John Day Co. ص. 216. ISBN:978-0-381-98150-1.
89. ↑  Karl Hugo Strunz, Ernest Henry Nickel (2001)، Strunz Mineralogical Tables. Chemical-structural Mineral Classification System (ط. 9)، E. Schweizerbart’sche Verlagsbuchhandlung (Nägele u. Obermiller)، ص. 34، ISBN:3-510-65188-X
90. ↑  Gray، Theo (14 مارس 2008). "How to Make Convincing Fake-Gold Bars". بوبيولار ساينس. مؤرشف من الأصل في 2019-02-18. اطلع عليه بتاريخ 2008-06-18.
91. ↑  "Zinc Dimes, Tungsten Gold & Lost Respect", Jim Willie, 18 November 2009 نسخة محفوظة 30 ديسمبر 2017 على موقع واي باك مشين.
92. ↑  "Largest Private Refinery Discovers Gold-Plated Tungsten Bar – Coin Update". مؤرشف من الأصل في 2019-04-21.
93. ↑  Reuters (22 ديسمبر 1983). "Austrians Seize False Gold Tied to London Bullion Theft". The New York Times. مؤرشف من الأصل في 2018-12-22. اطلع عليه بتاريخ 2012-03-25. {{استشهاد بخبر}}: |الأخير= باسم عام (مساعدة)
94. ↑  Tungsten filled Gold bars, ABC Bullion, Thursday, 22 March 2012 نسخة محفوظة 20 أبريل 2018 على موقع واي باك مشين.
95. ↑  Arblaster، J. W. (1995). "Osmium, the Densest Metal Known" (PDF). Platinum Metals Review. ج. 39 ع. 4: 164. مؤرشف من الأصل (PDF) في 2016-10-18.
96. ↑  Encyclopedia of Chemistry, Theoretical, Practical, and Analytical: As Applied to the Arts and Manufactures, J.P. Lippincott & Sons (1880) نسخة محفوظة 23 مارس 2017 على موقع واي باك مشين.
97. ↑  "Relativity in Chemistry". Math.ucr.edu. مؤرشف من الأصل في 2019-05-14. اطلع عليه بتاريخ 2009-04-05.
98. ↑  Schmidbaur، Hubert؛ Cronje، Stephanie؛ Djordjevic، Bratislav؛ Schuster، Oliver (2005). "Understanding gold chemistry through relativity". Chemical Physics. ج. 311 ع. 1–2: 151–161. Bibcode:2005CP....311..151S. DOI:10.1016/j.chemphys.2004.09.023.
99. ↑  Electron Microscopy in Microbiology (بالإنجليزية). Academic Press. 1 Oct 1988. ISBN:978-0-08-086049-7. Archived from the original on 2020-03-01.
100. 1 2  "Swiss Narrowly Vote to Drop Gold Standard". The New York Times. 19 أبريل 1999. مؤرشف من الأصل في 2019-04-03.
101. ↑  Jochem Wolters: Der Gold- und Silberschmied. Bd. 1: Werkstoffe und Materialien. 2., durchgesehene Auflage. Rühle-Diebener-Verlag, Stuttgart 1984, Kapitel 1.4.8 Kupfer und seine Legierungen.
102. ↑  Hammer، B.؛ Norskov، J. K. (1995). "Why gold is the noblest of all the metals". Nature. ج. 376 ع. 6537: 238–240. Bibcode:1995Natur.376..238H. DOI:10.1038/376238a0.
103. ↑  Johnson، P. B.؛ Christy، R. W. (1972). "Optical Constants of the Noble Metals". Physical Review B. ج. 6 ع. 12: 4370–4379. Bibcode:1972PhRvB...6.4370J. DOI:10.1103/PhysRevB.6.4370.
104. ↑  Lenher، V. (أبريل 1902). "Action of selenic acid on gold". Journal of the American Chemical Society. ج. 24 ع. 4: 354–355. DOI:10.1021/ja02018a005.
105. ↑  Dr. Heinrich Remy: Lehrbuch der Anorganischen Chemie Band I, Seite 909, Leipzig 1970, Akademische Verlagsgesellschaft Geest & Portig K.-G.
106. 1 2  "Wayback Machine" (PDF). 10 نوفمبر 2004. مؤرشف من الأصل (PDF) في 10 نوفمبر 2004. {{استشهاد ويب}}: الوسيط |حالة المسار=unknown غير صالح (مساعدة)
107. ↑  Craig، B. D.؛ Anderson، D. B.، المحررون (1995). Handbook of Corrosion Data. Materials Park, Ohio: ASM International. ص. 587. ISBN:978-0-87170-518-1.
108. ↑  Wiberg، Egon؛ Wiberg، Nils؛ Holleman، Arnold Frederick (2001). Inorganic Chemistry (ط. 101st). Academic Press. ص. 1286. ISBN:0-12-352651-5. {{استشهاد بكتاب}}: تجاهل المحلل الوسيط |last-author-amp= لأنه غير معروف، ويقترح استخدام |name-list-style= (مساعدة)
109. ↑  Wiberg, Egon; Wiberg, Nils (1 Jan 2001). Inorganic Chemistry (بالإنجليزية). Academic Press. p. 404. ISBN:978-0-12-352651-9. Archived from the original on 2017-02-28.
110. ↑  Wiberg, Wiberg & Holleman 2001، صفحات 1286–1287
111. ↑  Georg Brauer: Handbuch der Präparativen Anorganischen Chemie. Band II, Ferdinand Enke Verlag, Stuttgart 1978, ISBN 3-432-87813-3.
112. ↑  Shaw III، C. F. (1999). "Gold-Based Medicinal Agents". Chemical Reviews. ج. 99 ع. 9: 2589–2600. DOI:10.1021/cr980431o. PMID:11749494.
113. 1 2  Holleman, A. F.; Wiberg, E. "Inorganic Chemistry" Academic Press: San Diego, 2001. (ردمك 0-12-352651-5).
114. ↑  Jansen، Martin (2005). "Effects of relativistic motion of electrons on the chemistry of gold and platinum". Solid State Sciences. ج. 7 ع. 12: 1464–1474. Bibcode:2005SSSci...7.1464J. DOI:10.1016/j.solidstatesciences.2005.06.015.
115. ↑  Wickleder، Mathias S. (2001). "AuSO4: A True Gold(II) Sulfate with an Au4+2 Ion". Journal of Inorganic and General Chemistry. ج. 627 ع. 9: 2112–2114. DOI:10.1002/1521-3749(200109)627:9<2112::AID-ZAAC2112>3.0.CO;2-2.
116. ↑  Seidel، S.؛ Seppelt، K. (2000). "Xenon as a Complex Ligand: The Tetra Xenono Gold(II) Cation in AuXe42+(Sb2F11−)2". Science. ج. 290 ع. 5489: 117–118. Bibcode:2000Sci...290..117S. DOI:10.1126/science.290.5489.117. PMID:11021792.
117. ↑  Riedel، S.؛ Kaupp، M. (2006). "Revising the Highest Oxidation States of the 5d Elements: The Case of Iridium(+VII)". Angewandte Chemie International Edition. ج. 45 ع. 22: 3708–3711. DOI:10.1002/anie.200600274. PMID:16639770.
118. ↑  Dierks، S. (مايو 2005). "Gold MSDS". Electronic Space Products International. مؤرشف من الأصل في 2016-06-16.
119. ↑  Louis, Catherine; Pluchery, Olivier (1 Jan 2012). Gold Nanoparticles for Physics, Chemistry and Biology (بالإنجليزية). World Scientific. ISBN:978-1-84816-807-7. Archived from the original on 2020-03-01.
120. ↑  Wright، I. H.؛ Vesey، J. C. (1986). "Acute poisoning with gold cyanide". Anaesthesia. ج. 41 ع. 79: 936–939. DOI:10.1111/j.1365-2044.1986.tb12920.x. PMID:3022615.
121. ↑  Wu، Ming-Ling؛ Tsai، Wei-Jen؛ Ger، Jiin؛ Deng، Jou-Fang؛ Tsay، Shyh-Haw؛ وآخرون (2001). "Cholestatic Hepatitis Caused by Acute Gold Potassium Cyanide Poisoning". Clinical Toxicology. ج. 39 ع. 7: 739–743. DOI:10.1081/CLT-100108516. PMID:11778673.
122. ↑  Tsuruta، Kyoko؛ Matsunaga، Kayoko؛ Suzuki، Kayoko؛ Suzuki، Rie؛ Akita، Hirotaka؛ Washimi، Yasuko؛ Tomitaka، Akiko؛ Ueda، Hiroshi (2001). "Female predominance of gold allergy". Contact Dermatitis. ج. 44 ع. 1: 48–49. DOI:10.1034/j.1600-0536.2001.440107-22.x.
123. ↑  Alles zur Allergologie – Gold.(بالألمانية)
 نسخة محفوظة 14 يوليو 2018 على موقع واي باك مشين.
124. ↑  Rothbard, Murray N. (2009). Man, Economy, and State, Scholar's Edition (بالإنجليزية). Ludwig von Mises Institute. ISBN:978-1-933550-99-2. Archived from the original on 2020-03-01.
125. ↑  Postan، M. M.؛ Miller، E. (1967). The Cambridge Economic History of Europe: Trade and industry in the Middle Ages. Cambridge University Press, 28 August 1987. ISBN:0-521-08709-0. مؤرشف من الأصل في 2020-03-01. {{استشهاد بكتاب}}: |archive-date= / |archive-url= timestamp mismatch (مساعدة)
126. 1 2  "gold-price-history". goldprice.org. مؤرشف من الأصل في 12 أبريل 2019. اطلع عليه بتاريخ April 2018. {{استشهاد ويب}}: تحقق من التاريخ في: |تاريخ الوصول= (مساعدة)
127. ↑  Hitzer، Eckhard؛ Perwass، Christian (22 نوفمبر 2006). "The hidden beauty of gold" (PDF). Proceedings of the International Symposium on Advanced Mechanical and Power Engineering 2007 (ISAMPE 2007) between Pukyong National University (Korea), University of Fukui (Japan) and University of Shanghai for Science and Technology (China), November 22–25, 2006, hosted by the University of Fukui (Japan), pp. 157–167. (Figs 15,16,17,23 revised.). مؤرشف من الأصل (PDF) في 2012-01-27. اطلع عليه بتاريخ 2011-05-10.
128. ↑  Seyd، Ernest (1868). Bullion and foreign exchanges theoretically and practically considered. E. Wilson. ص. 146. مؤرشف من الأصل في 2013-05-22. اطلع عليه بتاريخ 2012-03-21.
129. ↑  Lawrence، Thomas Edward (1948). The Mint: A Day-book of the R.A.F. Depot Between August and December 1922, with Later Notes. ص. 103. مؤرشف من الأصل في 2017-03-28.
130. ↑  Tucker، George (1839). The theory of money and banks investigated. ص. 393. مؤرشف من الأصل في 2017-03-23.
131. ↑  "The Ever Popular Krugerrand". americansilvereagletoday.com. 2010. مؤرشف من الأصل في 2011-02-03. اطلع عليه بتاريخ 2011-08-30.
132. ↑  Warwick-Ching، Tony (28 فبراير 1993). The International Gold Trade. ص. 26. ISBN:978-1-85573-072-4. مؤرشف من الأصل في 2017-03-23.
133. ↑  "World Gold Council > value > research & statistics > statistics > supply and demand statistics". مؤرشف من الأصل في 2006-07-19. اطلع عليه بتاريخ 2006-07-22.
134. ↑  "Currency codes – ISO 4217". International Organization for Standardization. مؤرشف من الأصل في 2017-02-15. اطلع عليه بتاريخ 2014-12-25.
135. ↑  "historical charts:gold – 1833–1999 yearly averages". kitco. مؤرشف من الأصل في 2019-05-19. اطلع عليه بتاريخ 2012-06-30.
136. ↑  Kitco.com, Gold – London PM Fix 1975 – present (GIF), Retrieved 22 July 2006. نسخة محفوظة 14 يوليو 2018 على موقع واي باك مشين.
137. 1 2  "LBMA statistics". Lbma.org.uk. 31 ديسمبر 2008. مؤرشف من الأصل في 2009-02-10. اطلع عليه بتاريخ 2009-04-05.
138. ↑  "Gold hits yet another record high". BBC News. 2 ديسمبر 2009. مؤرشف من الأصل في 2019-02-02. اطلع عليه بتاريخ 2009-12-06.
139. ↑  Gibson، Kate؛ Chang، Sue (11 مايو 2010). "Gold futures hit closing record as investors fret rescue deal". MarketWatch. مؤرشف من الأصل في 2018-09-28. اطلع عليه بتاريخ 2010-08-04.
140. ↑  Valetkevitch، Caroline (1 مارس 2011). "Gold hits record, oil jumps with Libya unrest". Reuters. مؤرشف من الأصل في 2015-10-15. اطلع عليه بتاريخ 2011-03-01.
141. ↑  Sim، Glenys (23 أغسطس 2011). "Gold Extends Biggest Decline in 18 Months After CME Raises Futures Margins". www.bloomberg.com. مؤرشف من الأصل في 10 January 2014. اطلع عليه بتاريخ 30 August 2011. {{استشهاد بخبر}}: الوسيط |حالة المسار=unknown غير صالح (مساعدة)
142. ↑  "Country wise gold demand". مؤرشف من الأصل في 2018-10-11. اطلع عليه بتاريخ 2015-10-02.
143. ↑  Harjani، Ansuya. "It's official: China overtakes India as top consumer of gold". مؤرشف من الأصل في 2015-04-02. اطلع عليه بتاريخ 2014-07-02.
144. ↑  "Gold jewellery consumption by country". Reuters. 28 فبراير 2011. مؤرشف من الأصل في 2012-01-12.
145. ↑  Revere, Alan (1 May 1991). Professional goldsmithing: a contemporary guide to traditional jewelry techniques (بالإنجليزية). Van Nostrand Reinhold. ISBN:978-0-442-23898-8. Archived from the original on 2020-03-01.
146. ↑  "General Electric Contact Materials". Electrical Contact Catalog (Material Catalog). Tanaka Precious Metals. 2005. مؤرشف من الأصل في 2001-03-03. اطلع عليه بتاريخ 2007-02-21.
147. ↑  Shepard، Krech؛ McNeill، Robert John؛ Merchant، Carolyn (2004). Encyclopedia of world environmental history. Routledge. ج. 3. ص. 597. ISBN:0-415-93734-5. مؤرشف من الأصل في 2020-03-01. {{استشهاد بكتاب}}: تجاهل المحلل الوسيط |last-author-amp= لأنه غير معروف، ويقترح استخدام |name-list-style= (مساعدة)
148. ↑  Fulay, Pradeep; Lee, Jung-Kun (18 Nov 2016). Electronic, Magnetic, and Optical Materials, Second Edition (بالإنجليزية). CRC Press. ISBN:978-1-4987-0173-0. Archived from the original on 2020-03-01.
149. ↑  Peckham, James (23 أغسطس 2016). "Japan wants citizens to donate their old phone to make 2020 Olympics medals". TechRadar. مؤرشف من الأصل في 2019-04-03.
150. ↑  Uses of gold Accessed 4 November 2014 نسخة محفوظة 14 يوليو 2018 على موقع واي باك مشين.
151. ↑  Kean، W. F.؛ Kean، I. R. L. (2008). "Clinical pharmacology of gold". Inflammopharmacology. ج. 16 ع. 3: 112–25. DOI:10.1007/s10787-007-0021-x. PMID:18523733.
152. ↑  Berners-Price، Susan J. (2011) [2011]. "Gold-Based Therapeutic Agents: A New Perspective". في Alessio، E. (المحرر). Bioinorganic Medicinal Chemistry. Weinheim: Wiley-VCH Verlag GmbH. ص. 197–221. DOI:10.1002/9783527633104.ch7.
153. ↑  Moir، David Macbeth (1831). Outlines of the ancient history of medicine. مؤرشف من الأصل في 2020-03-01.
154. ↑  Mortier, Tom. An experimental study on the preparation of gold nanoparticles and their properties, PhD thesis, University of Leuven (May 2006) نسخة محفوظة 25 مايو 2017 على موقع واي باك مشين.
155. ↑  Richards، Douglas G.؛ McMillin، David L.؛ Mein، Eric A.؛ Nelson، Carl D. (يناير 2002). "Gold and its relationship to neurological/glandular conditions". The International journal of neuroscience. ج. 112 ع. 1: 31–53. DOI:10.1080/00207450212018. PMID:12152404. {{استشهاد بدورية محكمة}}: تجاهل المحلل الوسيط |last-author-amp= لأنه غير معروف، ويقترح استخدام |name-list-style= (مساعدة)
156. ↑  Merchant، B. (1998). "Gold, the Noble Metal and the Paradoxes of its Toxicology". Biologicals. ج. 26 ع. 1: 49–59. DOI:10.1006/biol.1997.0123. PMID:9637749.
157. ↑  Messori، L.؛ Marcon، G. (2004). "Gold Complexes in the treatment of Rheumatoid Arthritis". في Sigel، Astrid (المحرر). Metal ions and their complexes in medication. CRC Press. ص. 280–301. ISBN:978-0-8247-5351-1. مؤرشف من الأصل في 2020-03-01. {{استشهاد بكتاب}}: |archive-date= / |archive-url= timestamp mismatch (مساعدة)
158. ↑  Bozzola، John J.؛ Russell، Lonnie Dee (1999). Electron microscopy: principles and techniques for biologists. Jones & Bartlett Learning. ص. 65. ISBN:0-7637-0192-0. مؤرشف من الأصل في 2020-03-01. {{استشهاد بكتاب}}: |archive-date= / |archive-url= timestamp mismatch (مساعدة) وتجاهل المحلل الوسيط |last-author-amp= لأنه غير معروف، ويقترح استخدام |name-list-style= (مساعدة)
159. ↑  Faulk، W. P.؛ Taylor، G. M. (1971). "An immunocolloid method for the electron microscope". Immunochemistry. ج. 8 ع. 11: 1081–3. DOI:10.1016/0019-2791(71)90496-4. PMID:4110101.
160. ↑  Roth، J.؛ Bendayan، M.؛ Orci، L. (1980). "FITC-protein A-gold complex for light and electron microscopic immunocytochemistry" (PDF). Journal of Histochemistry and Cytochemistry. ج. 28 ع. 1: 55–7. DOI:10.1177/28.1.6153194. PMID:6153194. مؤرشف من الأصل (PDF) في 25 مارس 2020. اطلع عليه بتاريخ أغسطس 2020. {{استشهاد بدورية محكمة}}: تحقق من التاريخ في: |تاريخ الوصول= (مساعدة)
161. ↑  C. Couto, R. Vitorino, A. L. Daniel-da-Silva: Gold nanoparticles and bioconjugation: a pathway for proteomic applications. In: Critical reviews in biotechnology. February 2016, doi:10.3109/07388551.2016.1141392. PMID 26863269.
162. ↑  "Nanoscience and Nanotechnology in Nanomedicine: Hybrid Nanoparticles In Imaging and Therapy of Prostate Cancer". Radiopharmaceutical Sciences Institute, University of Missouri-Columbia. مؤرشف من الأصل في 2009-03-14.
163. ↑  Hainfeld، James F.؛ Dilmanian، F. Avraham؛ Slatkin، Daniel N.؛ Smilowitz، Henry M. (2008). "Radiotherapy enhancement with gold nanoparticles". Journal of Pharmacy and Pharmacology. ج. 60 ع. 8: 977–85. DOI:10.1211/jpp.60.8.0005. PMID:18644191.
164. ↑  Casini، Angela؛ Wai-Yin-Sun، Raymond؛ Ott، Ingo (2018). "Chapter 7. Medicinal Chemistry of Gold Anticancer Metallodrugs". في Sigel، Astrid؛ Sigel، Helmut؛ Freisinger، Eva؛ Sigel، Roland K. O. (المحررون). Metallo-Drugs:Development and Action of Anticancer Agents. Berlin: de Gruyter GmbH. ج. 18. ص. 199–217. DOI:10.1515/9783110470734-013.
165. ↑  "Scientific Opinion on the re-evaluation of gold (E 175) as a food additive". EFSA Journal. ج. 14 ع. 1: 4362. 2016. DOI:10.2903/j.efsa.2016.4362. ISSN:1831-4732.
166. ↑  "The Food Dictionary: Varak". Barron's Educational Services, Inc. 1995. مؤرشف من الأصل في 2006-05-23. اطلع عليه بتاريخ 2007-05-27.
167. ↑  Kerner, Susanne; Chou, Cynthia; Warmind, Morten (26 Feb 2015). Commensality: From Everyday Food to Feast (بالإنجليزية). Bloomsbury Publishing. ISBN:978-0-85785-719-4. Archived from the original on 2020-03-01.
168. ↑  "The Many Uses of Gold". مؤرشف من الأصل في 2019-05-19. اطلع عليه بتاريخ 2009-06-06.
169. ↑  "Colored glass chemistry". مؤرشف من الأصل في 2017-02-01. اطلع عليه بتاريخ 2009-06-06.
170. ↑  Bass, M., Van Stryland, E.W. (eds.) Handbook of Optics vol. 2 (2nd ed.), McGraw-Hill (1994) ISBN 0-07-047974-7.
171. ↑  "The Demand for Gold by Industry" (PDF). Gold bulletin. مؤرشف من الأصل (PDF) في 2011-07-26. اطلع عليه بتاريخ 2009-06-06.
172. ↑  Wedding+rings+have+been+made+of+gold&hl=en&sa=X&ved=0ahUKEwjV6Z2H-O_UAhWIq1QKHUucBzsQ6AEIJDAA The Canadian Monthly and National Review (بالإنجليزية). 1874. Archived from the original on 2020-01-26. {{استشهاد بكتاب}}: تحقق من قيمة |مسار أرشيف= (help)
173. ↑  Oxford English Dictionary
174. ↑  Hesse, R W. (2007) Jewelrymaking Through History: An Encyclopedia, Greenwood Publishing Group. (ردمك 0313335079) نسخة محفوظة 23 مارس 2017 على موقع واي باك مشين.
175. ↑  Notre Dame University Latin Dictionary Retrieved 7 June 2012 نسخة محفوظة 05 فبراير 2016 على موقع واي باك مشين.
176. ↑  de Vaan، Michel (2008). Etymological Dictionary of Latin and the other Italic languages. Leiden: Boston: Brill. ص. 63. ISBN:978 90 04 16797 1. مؤرشف من الأصل في 2022-04-07.{{استشهاد بكتاب}}:  صيانة الاستشهاد: التاريخ والسنة (link)
177. ↑  Christie, A and Brathwaite, R. (Last updated 2 November 2011) Mineral Commodity Report 14 — Gold, Institute of geological and Nuclear sciences Ltd – Retrieved 7 June 2012 نسخة محفوظة 24 مارس 2020 على موقع واي باك مشين.

## وصلات خارجية
- مقالة الذهب من الموسوعة العربية العالمية
- وثيقة تقنية حول استخراج والتنقيب على الذهب على موقع واي باك مشين (نسخة محفوظة 7 مارس 2008) (بالإنجليزية)